# 肥城市
肥城市，是中华人民共和国山东省下辖的一个县级市，由泰安市代管。该市位于山东省西部，泰山以西，济南市区以南，面积1277.3平方公里。市人民政府駐新城街道龙山路32号。
肥城市因古肥子国而得名，其前身为西汉即建立的肥城县，肥城市因而成为“千年古县”。1992年8月，肥城县撤县设市。现今，肥城市共辖有14个乡镇级行政单位，其中10个镇，4个街道办事处。肥城市经济较为发达，2006年以来位列全国百强县之一，2018年排名为第76位。2017年，肥城市国内生产总值为808.8亿元，人均生产总值83476.1元，人均GDP高于山东省和泰安市平均水平。
肥城市矿产丰富，其岩盐、钾盐探明储量为山东省第一位。地形多样，平原山地相间分布，北部山区为泰山余脉，景色优美；南端汶阳平原即为春秋时期齐鲁所争的“汶阳田”，是高产的粮食产区。其最著名的特产为肥城桃，肥城桃在明清时为皇家贡品，清末时已销往海外。肥城市于1995年被中国农业部认定为“中国佛桃之乡”，2000年肥城桃园以“世界最大的桃园”创造吉尼斯世界纪录。

## 历史

### 史前至三代
根据北坦遗址的考古发现，在约四五千年前的新石器时代晚期，今肥城市内即有人居住，该遗址据大汶口遗址不远，属大汶口文化晚期，也有一些龙山文化特征。此后先后出现了王晋、贾北等龙山文化遗址和东焦、蝎子城、小王村等商周文化遗址。
据史籍记载，夏朝时期，遂国建立；殷商时期，今肥城属青州、徐州一带。西周时期属兖州，封铸国于今肥城、宁阳一带。公元前681年遂国被齐国占领，四年后因反齐起义而彻底灭亡，前六世纪中叶后，铸国不知所踪，此后肥城分属齐鲁两国管辖，并成为齐鲁拉锯的前沿，双方反复争夺汶水北岸盛产粮食的“汶阳田”，齐国还在肥城北境修筑齐长城。公元前530年，晋国灭白狄肥子国，其遗民散居于此，肥城因此得名。战国时，今肥城属于齐国。春秋战国时期，今肥城境内有遂、京兹、肥、防门、广里、峙等诸多古城邑，齐晋平阴之战曾在此发生:75-76:24-25。

### 秦代至清末
秦朝时，今肥城地属齐郡所辖，秦始皇东巡曾路过肥城，丞相李斯在范蠡墓前题词。西汉初年设置肥城县、蛇丘县两县，属兖州泰山郡，驻地分别在今老城街道和汶阳镇东南，西南部则属东平国富城县:78。更始年间，肥城邑人刘诩与东平人子路在卢县起兵。东汉初建制延續西漢，漢章帝時撤销肥城县，分属济北郡卢县、蛇邱县和东平国富城县，此建制一直持续到东晋:79-80。之后今肥城先后归属后赵、前燕、前秦、后燕、南燕等政权管辖。刘裕北伐后，重设济北郡于肥城县。山东降于北魏后复置肥城县，在肥城老城设置东济北郡，北齐时东济北郡并入济北郡，北周又设置肥城郡。隋朝初年，肥城郡废除，隶属济州，后肥城县亦废，属于济北郡。南部一带则先后属鲁郡和兖州。:82
公元622年，再置肥城县，属河南道兖州管辖，仅仅五年后再次撤销并入博城县。此后博城县几次改名，最终命名为乾封县，今肥城境属乾封县直到宋初。宋代分属乾封县、平阴县，其中乾封县属兖州、平阴县属郓州，公元1008年，宋真宗封禅泰山路过肥城，改乾封县为奉符县，永安寨改称安驾庄。金朝曾置辛寨镇，隶属山东西路东平府。元朝又设肥城县，属山东西道济宁路，肥城县知县赵硅监修肥城城池，此城即为今天的老城。明代，肥城县属山东济南府，明末，肥城老城改为石城。
清初，肥城人李西吾曾在陶山一带抗击清兵，后失败。清朝控制肥城后，延续明代区划。1734年肥城县改属泰安州，属山东泰武道。次年泰安州为泰安府，肥城县沿属。同治五年，清廷军队攻下了太谷学派北派人物张积中建立的黄崖山寨，事件中上万余百姓被杀，史称“黄崖山事件”。19世纪末，义和团活动于肥城境内，1899年，发生了平民杀死传教士的肥城教案，清廷因此将肥城县令撤职并赔款数千两银元。

### 民国时期
中华民国建立后，肥城县先后属山东省岱北道、济南道、第六行政督察区。1916年，肥城二區农民为反对曾捐增税举行暴动，暴动者烧毁县署大堂和四乡丈量局，之后遭到镇压。1925年，共产党开始于肥城境内活动并组织农民自卫队，两年后建立肥城县第一个党支部。1928年4月27日，北伐军进攻肥城，将张宗昌军和孙传芳军击败，30日占领肥城。之后保甲制废除，改为村长制。
1937年7月，第二次中日战争全面爆发后，国民党释放共产党政治犯。12月，国民党党员范筑先、尹鹏武发表《告民众书》并在石横组建游击队。共产党员王仲范、徐麟村也组织武装力量准备抗日。1938年元旦，日军第一次入侵肥城，国民党政府和正规武装未抵抗而撤离，肥城迅速为日军攻克，日军在肥城建立维持会，一周后日军撤离肥城。1月中旬，中国共产党在肥城境内活动的各支游击队和起义武装在空杏寺会师，建立山东西区人民抗敌自卫团。17日，自卫团攻入肥城，将亲日的维持会武装全歼，同月末，自卫团在界首夜袭日军并取得胜利，到了三月底，自卫团已经有近三千人。4月8日，日军进攻肥城，自卫团随后撤离，转移到泰肥山区、大峰山区进行游击抗日活动。这一年，抗敌自卫团改为八路军山东纵队第六支队，中共肥城县县委成立。1938年末，国民党领导的肥城县保安大队和共产党领导的自卫团均曾抗击日军，但国共双方也摩擦不断。11月国民党军郁仁治部袭击共产党军队，其一个营被自卫团全歼，次日郁仁治被日军击败身亡。
1939年5月11日，陆房战斗打响，八路军一一五师东进支队在陆房一带山区遭到五千多名日军包围，最终八路军击败日军并突围成功，这成为中日战争期间肥城县规模最大的一次战役，也是一次以少胜多的战役，树立了民众对八路军的信心。9月，中共领导的泰西、肥城地方武装包围了国民党军田家滨部，迫使其逃离肥城。同月，中共领导的肥城县抗日民主政府成立，初属泰西行政委员会，后属泰西专员公署。1940年，日伪肥城县政府由鲁西道改属泰安道。1942年，肥城县委利用日军与伪军之间的矛盾使国民党肥城县政府崩溃。之後中共军队对日军及伪军多次展开行动，攻克其多处据点。至1943年末，日军仅能有效控制县城及其周边地区。8月15日，日本投降，肥城境内的日伪军撤往泰安，中共基本收复肥城全境，但仍有伪军活动。九月，原日伪肥城五区区长联合红枪会攻入中共肥城五区区公所并杀死两名干部。此後，中共在肥城掀起“反奸诉苦运动”，对中日战争期间亲附日本者进行清算。
中日战争期间，日军在肥城县境内通过强行掳掠等方式抓走了劳工一万六千余人，其中有些被送往日本，这些劳工待遇极差，有许多被折磨致死，有的至今仍无音讯。日军还在肥城境内杀人、放火、抢劫，先后制造马廊、狼山、马家堂等多起惨案，造成大量无辜民众的伤亡和难以估量的经济损失。
1946年，共产党政府进入肥城县城，拆除肥城城墙并开始土地改革。国共内战开始后，土改被迫中断。1947年3月，國民革命軍第五軍进攻肥城，4月初占领肥城，同月末撤离。1948年7月，国军和还乡团数次袭击并攻占肥城，26日，还乡团和国民党县政府因孤立无援而逃跑，半路遭共军袭击，大部被歼。至此，除个别土匪据点外，肥城全境为中国共产党控制。1949年9月，肥城县属泰西专署。

### 中华人民共和国时期
中华人民共和国建立后，肥城县归属随山东省地级行政区的变动多次调整。1950年至1961年，先后属泰安专署、聊城地区、济南市、泰安地区。1958年，肥城县开展整风反右运动，造成72人被划为“右派分子”。9月，人民公社运动和大跃进运动开始，肥城县建立了十余个人民公社、三个炼铁厂，架设土炼铁炉六千多个，并开办了“吃饭不要钱”的公共食堂，当年在肥城县境内发现了大量丰富的自然资源，包括县城附近的杨庄煤矿，肥城县城自此开始面临搬迁问题。1958年年底，肥城县共炼出废铁1690吨。受人民公社化运动和大跃进影响，1958年至1960年肥城县出现了严重的经济困难。
1966年7月，文化大革命爆发，肥城县进入混乱状态，工农业生产停顿。10月，红卫兵开始大举“破四旧”，数千件文物、近百处古迹以及大量的字画、古书和家谱丢失、被损坏或毁灭。1967年，群众夺取了中共肥城县委、县人委的权力，并发生大规模派系斗争，随后转为武斗，造成60余人死伤，肥城县中共党组织和政府机关遭到打砸抢劫。1968年6月14日凌晨，肥城县造反派红卫兵组织抢劫武装部枪支弹药，随后爆发特大规模武斗，武斗随后由县城蔓延到全县，造成13人死亡，26人受伤，史称“六·一四”事件。同年8月，肥城县人民委员会和人民代表大会撤销，改设肥城县革命委员会，总领肥城市党政权力。1971年后混乱状态有所改善，但1974年“批林批孔”期间再次出现小规模混乱。文革期间，有数十人被打为右派，六百余人受到错误处分和批斗，直到1978年末才完全平反，肥城县教育系统在文革期间也遭到很大破坏。
1976年，肥城县革命委员会决定搬迁县城至位于今今新城街道的仪阳公社刘家庄以西，5月15日和10月10日，山东省政府和中国国家计划委员会先后批准了肥城市县城迁建规划。1977年春，肥城新县城开始兴建。当时中国处于计划经济体制下，物资短缺，供给不足，这给新城的建设带来了困难，一度影响了建筑进度。至1980年，肥城新城初具规模，基本满足入住条件。自1979年12月开始，肥城市党政机关就陆续迁往新城，1980年1月1日正式在新城挂牌办公。同年5月，肥城市革命委员会撤销，重新设立肥城县人民政府和肥城县人民代表大会，这一年，肥城开始实行家庭联产承包责任制，大大提高了农产品产量。1982年，肥城县城的搬迁工作基本结束。
1985年3月，泰安地区撤销，设立泰安市，肥城县沿辖。1992年7月，山东省向国务院提交关于肥城撤县建市的请示，8月1日得到国务院批准。8月6日，肥城县正式撤销，建立县级市肥城市，各部门成立并开始对外办公，自此肥城市由山东省直辖，由泰安市代管。肥城撤县设市后，确立“工业立市”战略，依托自身的资源优势，加之当时中国市场经济起步，肥城经济得以快速发展。

## 政治

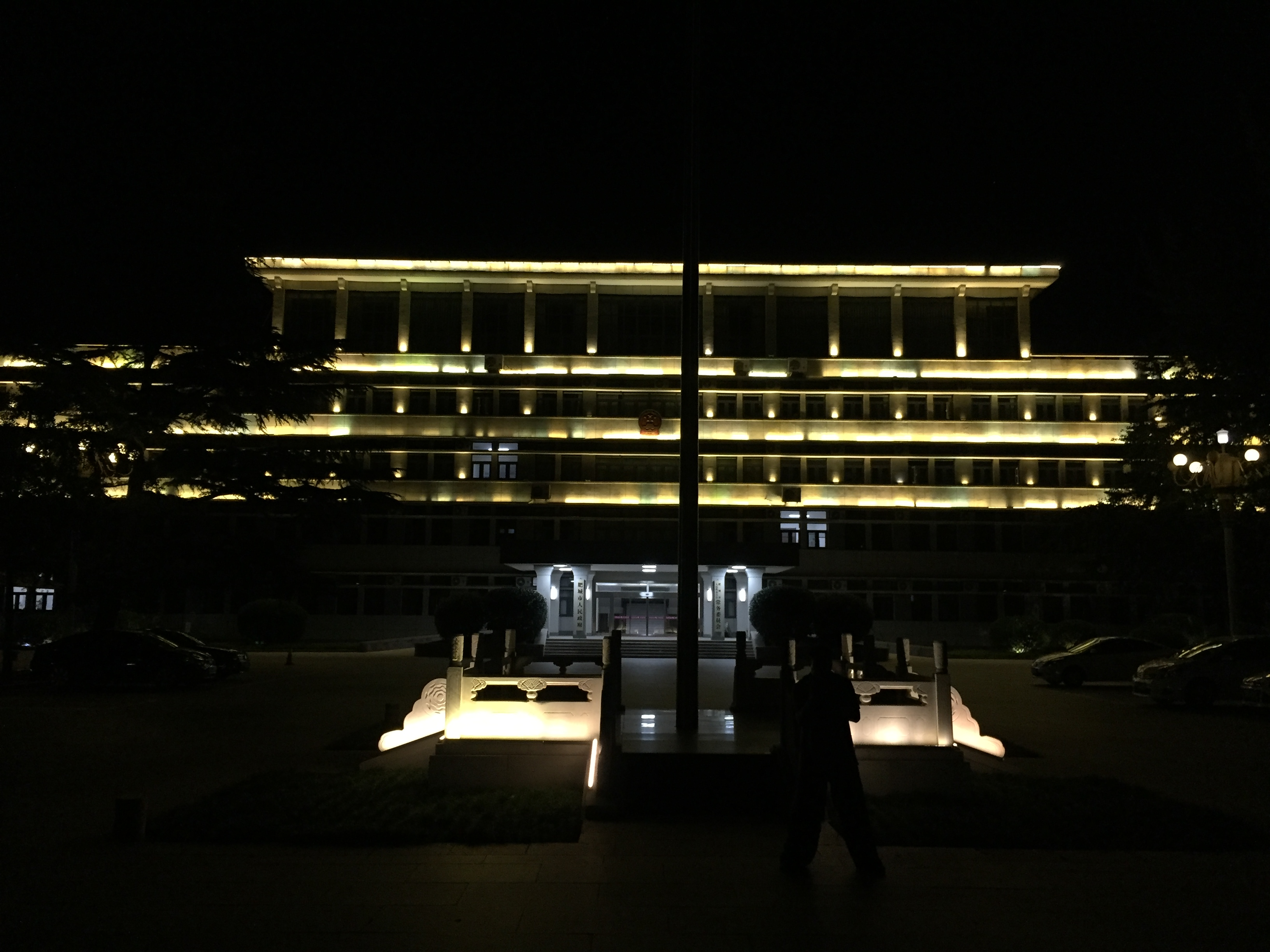
肥城市人民政府

### 政党和机构
肥城市政治机构的领导集体为中共市党委、市人大、市政府、市政协、市监察委五套班子。此外，还设有司法机构肥城市人民法院和人民检察院。
肥城市境内共有八个合法政党，包括执政党中国共产党和除台湾民主自治同盟外的七个民主党派。至2017年，肥城市境内民主党派共有党员69人，其中中国民主同盟、中国民主建国会、九三学社和中国致公党在肥城市境内设有党组织。中国共产党肥城市委员会为中国共产党在肥城市设置的党委组织，其前身为1927年北伐战争期间在肥城县设立的党支部。1938年，中共肥城县县委成立。2002年肥城市委共设置7个工作部门和2个部门管理机构，核定编制人数为147人。中共肥城市委对肥城市内重大决策有决定权，具有较大的实际权力。至2018年，肥城市市委已有十四届。
肥城市人民政府为肥城市行政机构。由中国共产党掌控的肥城政府最早可追溯于1939年5月在抗日战争期间建立的肥城九区联合办事处，该办事处代行抗日民主政府职能，9月改设为肥城县抗日民主政府。肥城县抗日民主政府一度同日伪肥城县政府和中华民国肥城县政府并存。抗日战争结束后改为肥城县民主政府，中华人民共和国建立后改成肥城县人民政府。1956年7月改称肥城县人民委员会。1968年在文革中撤销，设置肥城县革命委员会。1980年5月撤销革命委员会，重新设立肥城县人民政府，肥城县撤县设市后为肥城市人民政府。2002年，肥城市人民政府设置工作机构25个，核定编制人数为424人。
肥城市人民代表大会为肥城市权力机构，具有肥城市政府、监察委、法院和检察院的任免权等权利，其代表按照法律规定由选民直接选举产生。1968年至1980年间撤销，职责由革命委员会代替，1968年的革命委员会列为肥城县第七届人民代表大会。目前的人民代表大会为第十八届。肥城市政协为肥城市中共领导的多党合作和政治协商制度下的政治协商组织，目前为第九届。
肥城市监察委员会为肥城市监察机构，同中国共产党肥城市纪律检查委员会协同办公。第一届监察委员会于2018年1月19日上午成立，成立后，肥城市由“四套班子”转变为“五套班子”。

### 现任领导
| 机构               | · 中国共产党 · 肥城市委员会 · 书记 | 肥城市人民代表大会 常务委员会 主任 | 肥城市人民政府 市长 | · 中国人民政治协商会议 · 肥城市委员会 · 主席 | 肥城市监察委员会 主任 | 肥城市人民法院 院长 | 肥城市人民检察院 检察长 |
| ------------------ | ---------------------------------- | ---------------------------------- | ------------------- | -------------------------------------------- | --------------------- | ------------------- | ----------------------- |
| 姓名               | 范长征                             | 赵燕军                             | 范长征              | 侯庆洋                                       | 戴先锋                | 石军                | 杨希沧                  |
| 民族               | 汉族                               | 汉族                               | 回族                | 汉族                                         | 汉族                  | 汉族                | 汉族                    |
| 籍贯               | 山东省东平县                       | 山东省东平县                       | 山东省东平县        | 山东省肥城市                                 | 山东省东平县          | 山东省泰安市        | 山东省泰安市            |
| 出生日期           | 1970年5月（54—55歲）               | 1963年3月（62歲）                  | 1970年7月（54歲）   | 1961年9月（63歲）                            | 1969年8月（55歲）     | 1973年12月（51歲）  | 1965年4月（60歲）       |
| 本届就任/ 当选日期 | 2017年1月17日                      | 2017年1月22日                      | 2022年1月           | 2017年1月21日                                | 2018年1月19日         | ？                  | 2017年2月               |

## 行政区划

### 现行区划
肥城市下辖4个街道办事处、10个镇，共计14个乡级行政区。此外，王瓜店街道还有一个类似乡级机构肥城市高新技术产业开发区。
各乡镇下共下辖605个行政村或社区、828个自然村。市政府和市委驻地在新城街道。
肥城市下辖的乡镇有：
新城街道、老城街道、王瓜店街道、潮泉镇、桃园镇、王庄镇、湖屯镇、石横镇、安临站镇、孙伯镇、安驾庄镇、汶阳镇、边院镇和仪阳街道。
| 肥城市行政区划图 | 肥城市行政区划图 | 肥城市行政区划图   | 肥城市行政区划图 | 肥城市行政区划图 | 肥城市行政区划图 | 肥城市行政区划图 | 肥城市行政区划图 | 肥城市行政区划图 |
| --- | ---------------- | ------------------ | ---------------- | ---------------- | ---------------- | ---------------- | ---------------- | ---------------- |
| \| 湖 · 屯 · 镇 王瓜店 · 街道 高 · 新 · 区 老 · 城 · 街 · 道 石 · 横 · 镇 潮泉镇 新城街道 仪阳街道 桃园镇 安临站镇 王庄镇 孙伯镇 安 · 驾 · 庄 · 镇 汶阳镇 边院镇 \| \| 图中文字可以点击。来源：肥城市人民政府网站 （页面存档备份，存于）[93] \| |                  |                    |                  |                  |                  |                  |                  |                  |
| 区划代码 | 区划名称         | 汉语拼音           | 行政村/居        | 自然村           | 面积（km2）      | 人口 （2010）    | 邮政编码         | 来源             |
| 370983000 | 肥城市           | Féichéng Shì       | 605              | 828              | 1277.3           | 946627           | 271600           | [ 96 ]           |
| 370983001 | 新城街道         | Xīnchéng Jiēdào    | 26               | 40               | 55.4             | 172902           | 271600           | [ 97 ] [ 98 ]    |
| 370983002 | 老城街道         | Lǎochéng Jiēdào    | 33               | 40               | 78.7             | 66057            | 271601           | [ 99 ] [ 100 ]   |
| 370983003 | 王瓜店街道       | Wángguādiàn Jiēdào | 33               | 40               | 91.8             | 82065            | 271608           | [ 101 ] [ 102 ]  |
| 370983004 | 仪阳街道         | Yíyáng Jiēdào      | 49               | 76               | 97.4             | 45100            | 271602           | [ 103 ] [ 104 ]  |
| 370983101 | 潮泉镇           | Cháoquán Zhèn      | 11               | 41               | 52.9             | 21954            | 271614           | [ 105 ] [ 106 ]  |
| 370983103 | 桃园镇           | Táoyuán Zhèn       | 40               | 56               | 100.8            | 50638            | 271609           | [ 107 ] [ 108 ]  |
| 370983104 | 王庄镇           | Wángzhuāng Zhèn    | 53               | 56               | 83.7             | 52339            | 271611           | [ 109 ] [ 110 ]  |
| 370983105 | 湖屯镇           | Hútún Zhèn         | 48               | 44               | 85.3             | 72838            | 271624 271623    | [ 111 ] [ 112 ]  |
| 370983106 | 石横镇           | Shíhéng Zhèn       | 43               | 36               | 94.4             | 80515            | 271612 271621    | [ 113 ] [ 114 ]  |
| 370983107 | 安临站镇         | Ānlínzhàn Zhèn     | 48               | 76               | 130.9            | 50966            | 271603 271615    | [ 115 ] [ 116 ]  |
| 370983108 | 孙伯镇           | Sūbǎi Zhèn         | 17               | 28               | 70.9             | 27872            | 271607           | [ 117 ] [ 118 ]  |
| 370983109 | 安驾庄镇         | Ānjiàzhuāng Zhèn   | 71               | 71               | 134.2            | 76235            | 271604 271616    | [ 119 ] [ 120 ]  |
| 370983110 | 汶阳镇           | Wènyáng Zhèn       | 53               | 76               | 79.5             | 73411            | 271606           | [ 121 ] [ 122 ]  |
| 370983111 | 边院镇           | Biānyuàn Zhèn      | 80               | 91               | 111.2            | 73473            | 271605           | [ 123 ] [ 124 ]  |
| 湖 · 屯 · 镇 王瓜店 · 街道 高 · 新 · 区 老 · 城 · 街 · 道 石 · 横 · 镇 潮泉镇 新城街道 仪阳街道 桃园镇 安临站镇 王庄镇 孙伯镇 安 · 驾 · 庄 · 镇 汶阳镇 边院镇                                                                                   |                  |                    |                  |                  |                  |                  |                  |                  |
| 图中文字可以点击。来源：肥城市人民政府网站 （页面存档备份，存于） |                  |                    |                  |                  |                  |                  |                  |                  |

### 区划沿革
肥城县自汉代建立，此后时废时设，但金代之前的其下辖行政区划难以考证。金朝时肥城境内有辛寨镇（在今老城）、固留镇（在今固留村）、石横镇和安宁镇（在今安临站）:85。元代以辛寨镇重设肥城县，原平阴县的五镇四乡属肥城。清代实行保甲制度，县下设保，保下设甲。1908年，肥城县共设有四个乡、三十三个社、479个村庄，四个乡分别为榆城乡、鸞翔乡、安乐乡和孝德乡。
中华民国建立后设区制，肥城县共辖9个区，673个村，但旧保制仍然沿用。1928年，保甲制废除，实行村长制。1940年春，肥城县抗日民主政府第八、九区共119个自然村，分别划归长清、平阴、茌平等县的抗日民主政府。
1949年初，肥城县共有7区一镇。5月中共肥城县政府开始在区下设乡，肥城二区伊家沟乡是第一个设置的乡级行政区。6月，泰西县撤销，原泰西县第一、二、三区划归肥城县，编为八区、九区、十区。至此，肥城县共下辖10区1镇，镇政府驻地在城关镇，十个区依序号驻地分别在城关、巧山店、安临站、王庄、王瓜店、湖屯、石横、安驾庄、高淤、边院。1951年，将上营、王先庄、代家河、杨家庄、侯家庄、李家峪6个自然村划归长清县。1956年1月，肥城市原130个乡合并为69个乡。1958年3月，将西北部的段家天井、铁山、荒场等3个自然村划归平阴县所辖。9月，人民公社运动开始。9月14日，城关人民公社成立。至9月末，肥城市原有区划改制为14个人民公社。1959年7月，双泉公社、马山公社、五峰公社共3个人民公社，177个自然村由长清县划归肥城县。1960年1月，过村公社、马家埠公社、五峰公社撤销。次年5月，马山公社和双泉公社共177个自然村又划归长清县，至此，肥城县共辖12个人民公社、57个管理区、572个生产大队。12个人民公社分别为：
城关公社 · 仪阳公社 · 安临站公社 · 王庄公社 · 王瓜店公社 · 湖屯公社 · 石横公社 · 安驾庄公社 · 汶阳公社 · 边院公社 · 桃园公社 · 孙伯公社
1982年3月，设刘家庄镇。1983年12月23日，全县行政区划改为1镇12区。1985年11月5日，撤区建乡镇，此时共下辖9镇、8乡、593个行政村。17个乡镇分别为：
新城镇 · 老城镇 · 湖屯镇 · 石横镇 · 桃园镇 · 安驾庄镇 · 边院镇 · 汶阳镇 · 王瓜店镇 · 潮泉乡· 王庄乡 · 仪阳乡 · 安临站乡 · 孙伯乡 · 马家埠乡 · 东陆房乡 · 过村乡 
1992年，肥城高新区始建。1995年省政府批准设立为省级高新技术产业开发区。2001年2月，泰安市对部分乡镇进行合并，原东陆房乡、马家埠镇、过村镇分别并入安临站镇、安驾庄镇和边院镇，全市行政区划为1个办事处、12镇、1乡，共607个村（居）民委员会。2003年，肥城高新区西迁，其管理委员会与王瓜店镇镇政府合署办公。2010年6月，老城镇、王瓜店镇、仪阳乡撤销，分别设置老城街道办事处、王瓜店街道办事处、仪阳镇。2012年10月，桃园镇长山洼村、闫家洼村村委会合并入黑牛山村民委员会，肥城市行政村数目变为605个。2016年1月，仪阳镇撤销，改设仪阳街道办事处。自此，肥城市共辖4个街道、10个镇，共605个行政村和社区至今。

## 地理

### 位置面积
肥城市地处山东省西部，泰山西麓，是泰安市代管的一个县级市。肥城市位于北纬35°53'至36°19'，东经116°28'至116°59'之间，东西宽37.5公里，南北长48公里，总面积1277.3平方千米，占山东省总面积的约0.8%，占泰安市总面积的约16.45%。大致呈南北宽，中间窄的长方形。
肥城市东临岱岳区，西接东平县、济南市平阴县，北与长清区毗邻，南隔大汶河与宁阳县和济宁市汶上县相望。肥城市共有边界线204.17千米，其中与长清区边界长47.85千米、平阴县88.01千米、东平县46.79千米、岱岳区80.05公里、宁阳县36.47公里、汶上县5公里。县界之间共设置界桩27棵。肥城市距离济南市中心75公里、长清区政府驻地44公里、泰安市中心31公里、宁阳县城51公里、东平县城54.5公里、平阴县城45公里。

### 地形地貌

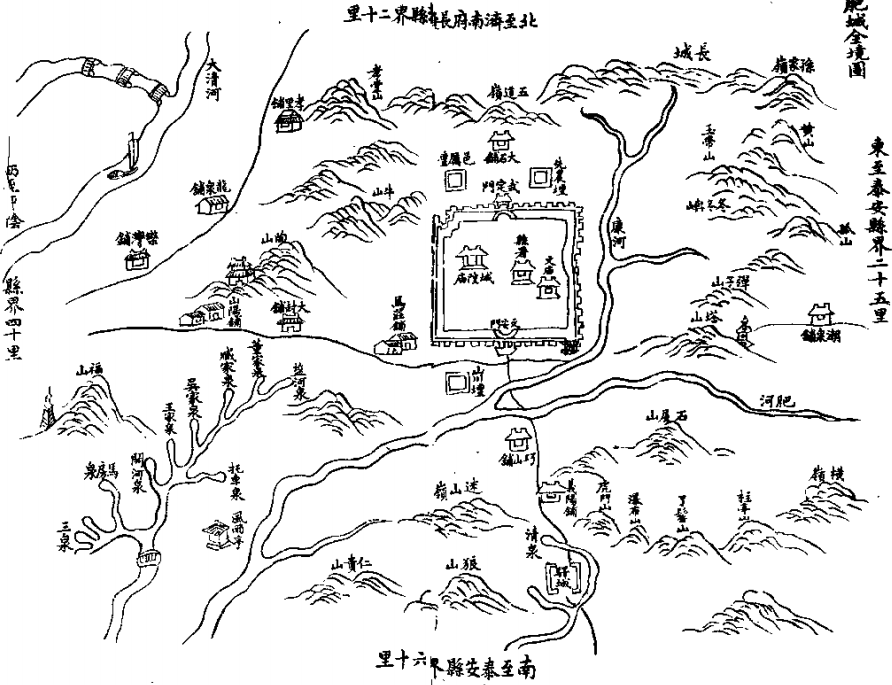
光绪版《肥城乡土志》肥城县全境图，展示了今肥城市北部地区的盆地地貌

肥城市位于鲁中丘陵地带与鲁西南平原地带交汇处，地貌大致北高南低，东高西低，分布有平原、山地、丘陵、涝洼等多种地形。平原、山地、丘陵分别占46.5%、33.6%和19.9%。自北向南，呈现山丘—平原—山丘—平原的交错分布的情况。
肥城共有较大的山头96座，主要集中分布于北部和中部的丘陵与山区地带，为泰山山脉余脉，山脉多东北-西南走向，青石山、砂石山各占一半。北部山区有牛山、陶山等，其中潮泉镇驻地东北的翦云山海拔607.7米，是长清区、肥城市、岱岳区分界处，也是肥城市地面最高点。中部隆起，有肥猪山、马山、布山等山丘，将肥城市平原分为南北两块。以中部丘陵为界，北部的平原为康汇平原，南部为汶阳平原。康汇平原位于肥城盆地，由汇河、康王河冲击而成，面积面积23770公顷，自东向西呈喇叭状，为肥城主要工业区和重要农业区，汶阳平原位于大汶河北岸，河网纵横，由大汶河冲击而成。该平原是肥城主要农业产区。肥城市地面最低点位于王庄镇太平屯，海拔仅有57.7米。

### 地质
肥城市构造属华北地台鲁西隆起区，三级构造分属肥城-沂源坳陷、新甫山隆起、大汶口-蒙阴坳陷，四级构造分属肥城凹陷、布山凸起和大汶口-汶阳凹陷。地层属华北型地层沉积。太古界，古生界的寒武系、奥陶系、石炭系、二迭系，新生界的下第三系、第四系均有出露。其中太古界的泰山群主要分布于肥城市北部山地，寒武系、奥陶系主要分布于中部低山丘陵地带，石炭系和二迭系构成了肥城煤田，第四系地层主要分布于肥城盆地和大汶口盆地，少数也分布于山间盆地和沟谷之中。
肥城市平原地区土壤多由洪水冲积形成，共有棕壤、褐土、砂礓黑土3个土类，三个土类分别占比为29.37%、68.8%和1.83%。共计69个土种。康汇平原三个土类均有，汶阳平原土壤多为潮褐土。山地，丘陵土壤多褐土。总体而言，肥城市土壤氮、磷、钾均不足，有机质偏低。不同地区土壤质量差异较大。

### 水系
肥城市境内有河道43条，均属黄河流域。这些河流总长度196.3公里，流域总面积911.6平方公里。43条河流依照去向以中部山区为分水岭大抵可以分为两支：康汇平原的康王河、金线河等河流汇入汇河，汶阳平原的河流如漕河等汇入大汶河。但这两支河流最终会在东平县戴村坝合流。同中国大多数河流不同的是，肥城市的河流大抵自东向西流，这由肥城东北高西南底的地势所决定。
肥城市的主要的七条河流为大汶河、康王河、汇河、漕河、浊河、小汇河、金线河。康王河全长41公里，为肥城市境内最长的河流，由肥河、康河汇流而成。该河是肥城市境内最大的山洪河道，也是肥城市北部的重要补水河流，设有一处湿地公园。其水量受降水影响明显，冬季其上游时常断流，表现出时令河的特点，而夏季容易爆发洪灾。汇河在肥城境内长21.5公里，为肥城市北部重要河流，汇河与康王河一起塑造了肥城北部的康汇平原。大汶河自肥城南境流过，为肥城市最大的河流，也是肥城市南部的主要补水河流，在航运等方面发挥着重要作用。历史上，大汶河多次爆发大规模洪水。大汶河也与漕河等河流一起塑造了汶阳平原的地形。除大汶河、康王河、汇河等较大的河流外，肥城市其他自然河流多为时令河。
肥城市境内有数十个自然泉水，其中赵庄村一处泉水为温泉，当地后将此打造成了温泉度假村。肥城市境内无大型的天然湖泊，有尚庄炉水库、潮泉水库、大王水库、胡桥水库、群将湖水库、杨顾李水库、北仇水库等水库。尚庄炉水库面积约7平方公里，是肥城市唯一中型水库，也是肥城市最大湖泊，该水库用于当地防洪、供水，也可用于养殖鱼类，从而给当地带来经济效益。尽管肥城市水资源总量较大，但人均占有水资源很少，仅为中国平均水平的12.9%，山地、丘陵地区缺水尤为严重。肥城市境内有多处调水工程和灌溉工程用于解决缺水地区灌溉问题，如肖店引河工程、白云山调水工程、引黄工程等，肥城市还在较高的山地地区修建“天池”和大量的塘坝、窖池，用于改善山地地区的供水问题。

### 气候
肥城市属暖温带大陆性半温润季风气候，四季分明，寒暑适宜，光温同步，雨热同季，年平均气温13.8℃。境内年平均降水量702毫米。气象学上一年春季有61天，夏季有102天，秋季有61天，冬季有141天，这体现了肥城市气候季风性与大陆性的特点。
肥城市为半湿润气候。历年降水量在434至1083毫米之间，降水年变率为23%，年际变化较大。1957年至2002年，有六年降水小于500毫米，其中2002年降水量仅为323.2毫米，而1964年降水量达1082.7毫米。降水集中于夏季，6-8月降水量占全年三分之二以上，7月上旬至9月上旬为雨季。7月降水量最大，达218毫米，1月降水量最小，仅有6毫米。肥城市年蒸发量通常在平均在1468毫米到2381毫米之间，平均年蒸发量为1700.4毫米，蒸发量远大于降水量。6月月均蒸发量最大，为268.9毫米，而12月蒸发量最小，仅有39.7毫米。年平均相对湿度65%，3-4月份最低，7-9月份最高，春夏秋冬的平均相对湿度分别为57%、72%、67%、60%。
肥城市地处暖温带，年平均气温在12℃-14℃之间。1月份最冷，平均气温为-2.7℃；7月份最热，平均气温26.5℃；气温年较差为29.2℃。四季平均气温分别为14.4℃、26.1℃、14.2℃、0.4℃。4月气温升幅最大、11月降温速度最快。5月气温日较差最大，日间与夜间温度平均相差12.1℃，7月日较差则最小，仅有8.7℃。1958年至2002年的极端最高气温出现于2002年7月15日，气温高达42.1℃，极端最低气温出现在1970年1月5日，为-20.0℃。年均地面温度为14.3℃，地温变化规律与气温相似，最高地温出现在7月，但最低地温出现在11月。年平均太阳辐射量122.44千卡/平方厘米，6月最高，12月最低，分别为14.49千卡/平方厘米、5.72千卡/平方厘米。
作为典型的季风区，肥城市风向随季节的变化而变化。肥城市以偏南风为主，最多的风向是东南风，春、夏多3至5级的偏南风，秋、冬东偏北风。全年风力多3至4级，年均风速1.2米每秒，6级以上风较为罕见，夏季冷空气活动较强时可间或有7级以上偏北风。最大风力约8至10级，历史最大风速达33米/秒。肥城市气压也随季节而变化。气压平均为1004.2百帕，7月气压最低，为991.5百帕，12月气压最高，为1014.8百帕。
肥城市天气以多云为主，其次是晴天和雨天，阴天较少，而雪天和其它天气则很罕见。在2011年1月1日到2018年7月1日的2738天中，多云天气1480天，占比达54%；晴天和雨天天数分别为561天和473天，分别占20.5%和17.2%；阴天和雪天分别为114天和46天，分别占比4.2%、1.7%；其它天气则有64天。肥城市无霜期在150至200天之间，平均每年无霜期189天，1988年至2002年间最长无霜期天数为217天。2017年全年肥城有大雾36天，霾102天，浮尘2天，冰雹2天。
| 肥城市                                       | 肥城市      | 肥城市      | 肥城市      | 肥城市      | 肥城市      | 肥城市       | 肥城市       | 肥城市       | 肥城市      | 肥城市      | 肥城市      | 肥城市      | 肥城市        |
| 月份                                         | 1月         | 2月         | 3月         | 4月         | 5月         | 6月          | 7月          | 8月          | 9月         | 10月        | 11月        | 12月        | 全年          |
| -------------------------------------------- | ----------- | ----------- | ----------- | ----------- | ----------- | ------------ | ------------ | ------------ | ----------- | ----------- | ----------- | ----------- | ------------- |
| 平均高温 °C（°F）                            | 4 (39)      | 6 (43)      | 13 (55)     | 20 (68)     | 26 (79)     | 31 (88)      | 31 (88)      | 30 (86)      | 27 (81)     | 21 (70)     | 13 (55)     | 6 (43)      | 19 (66)       |
| 日均气温 °C（°F）                            | −1.2 (29.8) | 0.8 (33.4)  | 6.8 (44.2)  | 13.7 (56.7) | 19.6 (67.3) | 24 (75)      | 26.2 (79.2)  | 25.7 (78.3)  | 20.6 (69.1) | 14.9 (58.8) | 7.6 (45.7)  | 0.9 (33.6)  | 13.3 (55.9)   |
| 平均低温 °C（°F）                            | −7 (19)     | −5 (23)     | 1 (34)      | 7 (45)      | 13 (55)     | 19 (66)      | 22 (72)      | 21 (70)      | 15 (59)     | 9 (48)      | 1 (34)      | −5 (23)     | 8 (46)        |
| 平均降水量 mm（）                            | 10.6 (0.42) | 14.2 (0.56) | 23.7 (0.93) | 44.4 (1.75) | 54.1 (2.13) | 103.7 (4.08) | 253.5 (9.98) | 165.1 (6.50) | 85.6 (3.37) | 42.1 (1.66) | 22.3 (0.88) | 12.1 (0.48) | 831.4 (32.74) |
| 平均降水天数（≥ <）                          | 3.9         | 5.2         | 5.5         | 8.1         | 7.1         | 9            | 15.3         | 12.2         | 9.4         | 7.6         | 6.9         | 4.9         | 95.1          |
| 平均相對濕度（％）                           | 60.5        | 61.2        | 58.5        | 59.9        | 60.8        | 65.5         | 80.2         | 79.8         | 72.5        | 68          | 64.6        | 61.7        | 66.1          |
| 日均日照時數                                 | 10.6        | 11.4        | 12.4        | 12.4        | 14.5        | 15           | 14.7         | 13.9         | 12.8        | 11.7        | 10.8        | 10.3        | 12.5          |
| 来源1：Weatherbase（降雨日数和日照时数）     |             |             |             |             |             |              |              |              |             |             |             |             |               |
| 来源2：天气网 （2011-01-01至2018-07-01数据） |             |             |             |             |             |              |              |              |             |             |             |             |               |

### 生物资源

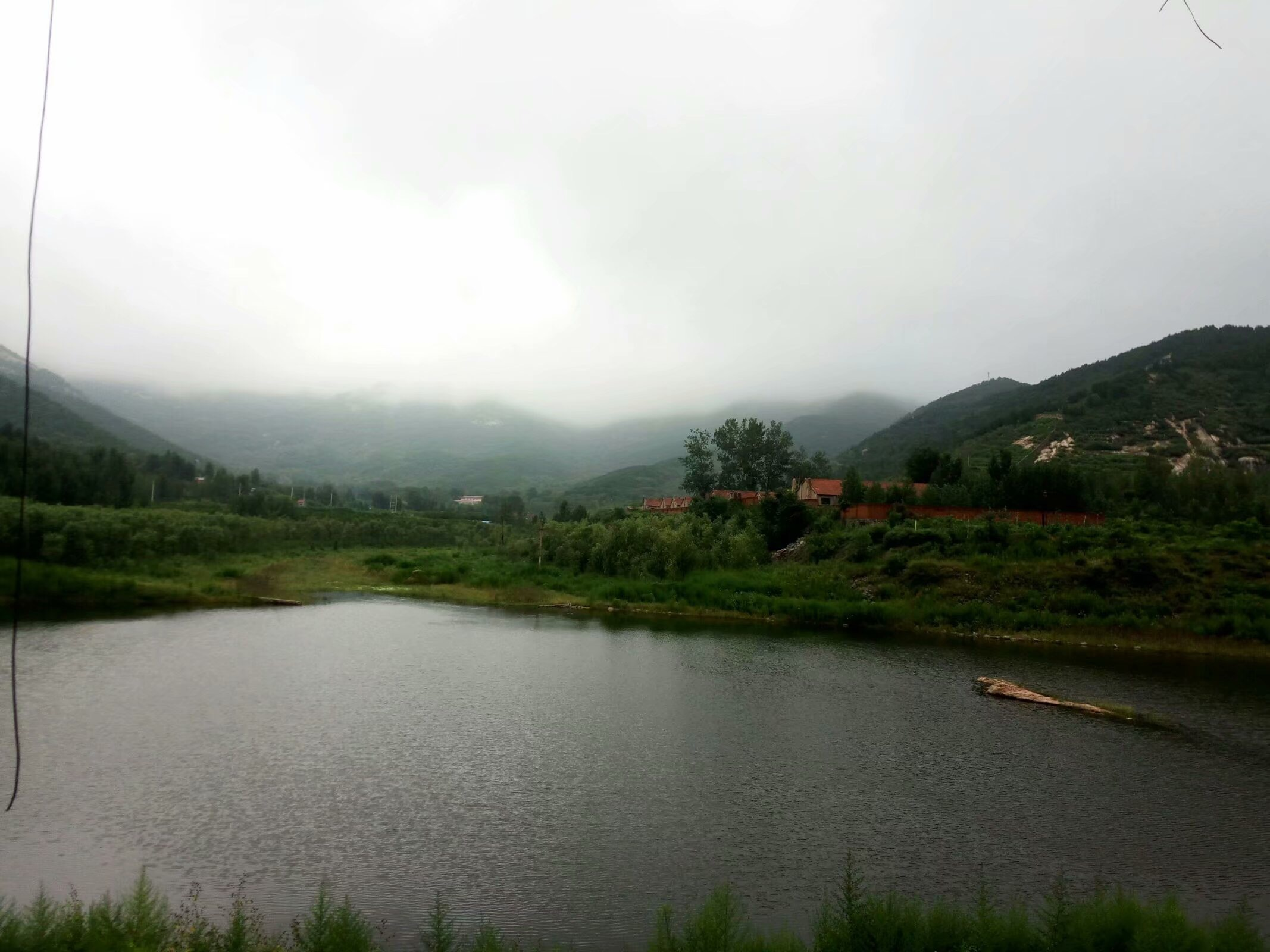
牛山国家森林公园

肥城市地形丰富且低山、丘陵众多，这使得肥城市境内植物资源较为丰富。根据肥城林业部门于1980年的调查，肥城境内可利用的植物有104个科、450种。其中蕨类植物9种、裸子植物10种、单子叶植物和双子叶植物各有96种和335种。肥城农林资源中，桃、杏、甜瓜、西瓜、颜晚菘、赛川椒都为特产。全市森林覆盖率为41%，其中康汇平原林木覆盖率为21.03%、汶阳平原林木覆盖率为19%，而中部和北部山区的森林覆盖率很高，设于北部山区的牛山国家森林公园森林覆盖率达到97%。平原地区的植被主要为农业植被和落叶阔叶林，山地、丘陵主要为针叶林、灌木和草地。2006年，专家在云蒙山发现了30余种稀有树种和不知名树种，包括血箭、楷树、模树等，其中一颗青檀树龄近千年。
根据1980年的调查，肥城市709种动物，分属29纲。水生无脊椎动物60种；节肢动物210种，以昆虫居多；两栖动物5种；爬行动物19种、鸟类35种、哺乳动物320种。根据1908年出版的肥城县风物志记载，当时肥城县境内有狐狸、貉、狼等野生哺乳动物，而现在肥城市境内的大型哺乳动物以人工饲养的为主。昆虫中有许多农林害虫，也有大量农林害虫的天敌，农业害虫的天敌属2纲、7目，共有150种  。

#### 肥城桃

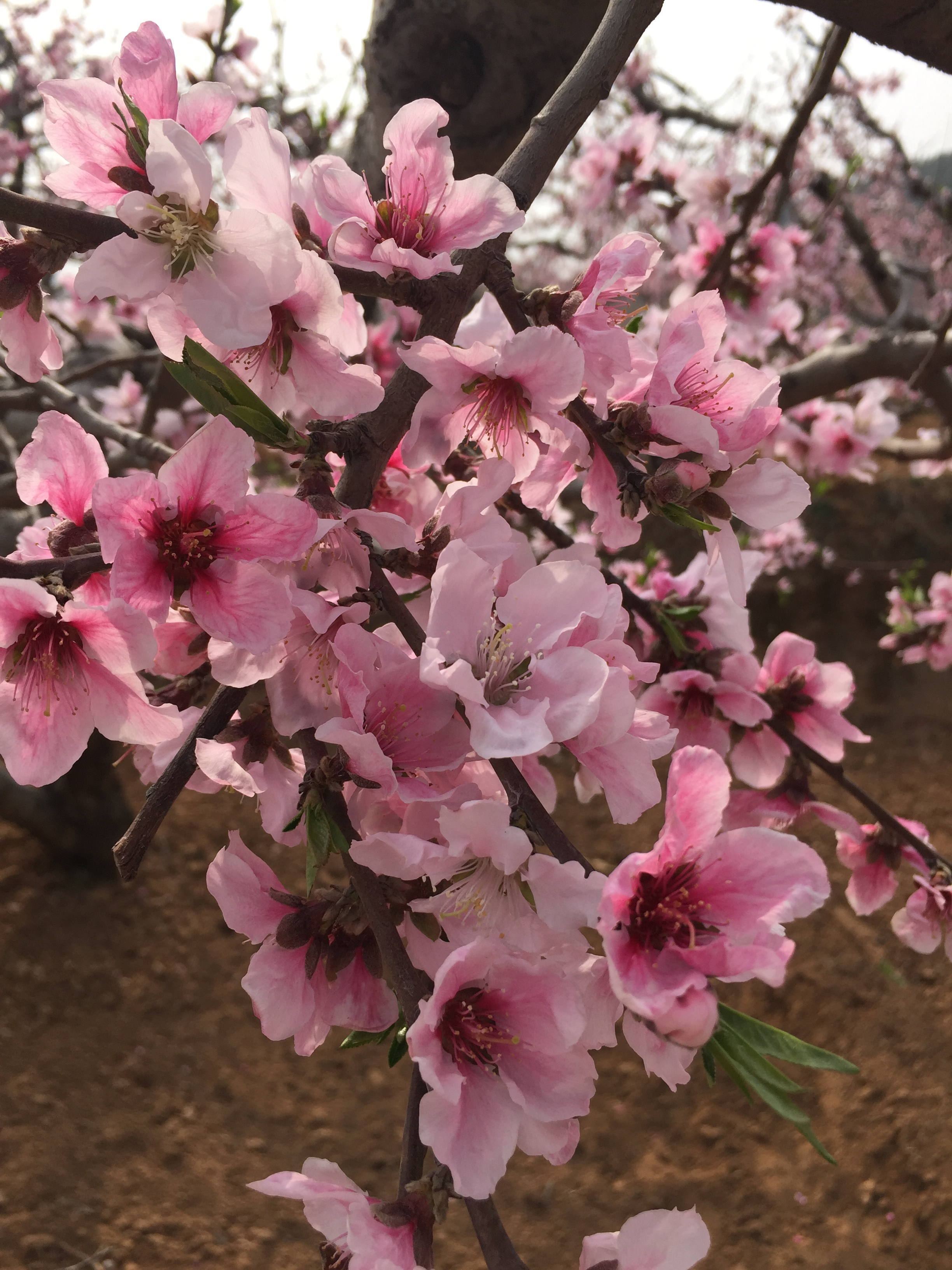
肥城的桃花

肥城桃，又称肥桃或佛桃，是肥城市最重要的林果业产品，也是重要的林业资源和特产。肥城栽培桃的历史逾一千年，明朝天启年间开始，肥城桃成为贡品，现肥城桃为中国果品百强品牌、中国驰名商标，品牌价值达16.16亿元。
肥城桃并非某一个桃品种，而是指所有栽种于肥城的桃品系。由于肥城本地桃对环境要求高，其他地区曾多次引进肥城本地桃种培育但结果都不甚理想。近年来肥城引入了外地品种，至今，肥城桃已经有30多个品种，其中红里、白里、柳叶最为知名。2016年，肥城市肥城桃种植面积11万亩，年产20万吨，肥城桃园于2000年获得吉尼斯世界纪录认证为世界最大桃园。肥城不仅产桃，桃木、桃花也是重要的产品。其中桃木有些用作家具制作，更多的用于传统的手工业桃木雕刻；桃花、桃园则是重要的旅游业资源。肥城市建造了桃木工艺旅游商品城，将肥城桃园打造为中国AAA级生态旅游风景区，以此发展旅游业。2016年，肥城桃销售收入10亿元，而依靠桃文化发展起来的手工艺业和旅游业年产值则达到50亿元。

### 矿产资源
肥城市境内已发现的矿产种类有29种，其中能源矿产、金属矿产、非金属矿产和水矿产分别有2种、3种、22种和2种。矿产资源整体呈区带状分布，共有124处矿产地，地域差异较为明显。康王河以北多煤炭、钾长石、花岗岩、矿泉水等；安驾庄-边院线以南主要为岩盐、石膏、地热，大汶河一带还有河砂；而康王河以南、安驾庄-边院线以北的肥城中部地区则分布有页岩、白云岩、花岗石、铁矿等。肥城市矿产资源的优劣势也十分明显，煤炭、岩盐、石膏、石灰岩储量丰富，其中岩盐储量全省第一，但严重缺乏有色金属。
肥城市主要的能源矿产为煤炭。煤炭资源为曾为肥城优势资源。肥城煤田位于肥城北部，总面积106平方千米，探明储量10.7亿吨，在长期的开采后，肥城煤炭可采储量大量减少。肥城境内也有石油，但质量不高、储量也不大，没有开采利用的价值。石膏主要分布于肥城东南部，品位较高，分布区面积为53平方千米，为特大型矿产地，肥城市对石膏的生产以初加工为主。岩盐是肥城最具优势的资源之一，肥城南部的岩盐矿分布面积为36.44平方公里，储量为75.21亿吨，是山东省最大的岩盐矿，其出产的食盐占据了鲁西的大半市场。地热资源分布于南赵庄一带，目前肥城对地热资源的利用主要以发展旅游业为主。

### 自然灾害
肥城市自然灾害频繁，自然灾害主要有旱灾、水灾、风灾、冰雹等气象灾害以及病虫害等生物灾害。其中旱涝灾害最为常见。气象灾害几乎年年发生。公元1491年至1999年，肥城市境内共发生各种主要自然灾害228次。
肥城市水旱灾害相当频繁。明代至1949年，平均每7年一次旱灾、14年一次涝灾，1949年之后，平均3.5年一次大旱、5年一次水灾。受季风系统不稳定的影响，水灾往往伴随着强降雨在夏季爆发，平均每年使16万亩农田受灾，1991年7月末的一次暴雨大风，造成700多公顷农田绝产、近万间房屋倒塌，经济损失2000多万元。旱灾是肥城市最为常见的灾害，一年四季均可发生，常见春旱、夏旱，有时可能全年连旱甚至多年连旱，如1965年至1968年的连续4年大旱，导致肥城粮食产量减少38%；2002年的夏旱持续至12月初，致使农作物大面积减产，有些土地因干旱无法播种，对次年的收成也造成严重影响。
风灾有龙卷风、大风、干热风等，有时还有沙尘暴。大风有锋面大风、气旋大风等。1987年的一次龙卷风造成92人伤亡，直接经济损失2.5亿元。大风多发生于春季和秋季，亦见于夏季，可给工农业生产带来严重影响。干热风多发生于春夏之交，可使小麦干枯，严重时使全市小麦减产20%至30%。除孙伯镇外，肥城市其他乡镇每年都可能发生冰雹。1964年6月末的一场冰雹造成12万亩秋收农作物受害，1988至2002年，冰雹共造成肥城市直接经济损失一亿多元。
中华人民共和国建立前，肥城市境内最为严重的病虫害为蝗灾。此后随着作物种类的增多和种植面积的增大，病虫害种类和面积都有所增大，据1980年的调查，肥城境内共有病虫害67种。1994年，肥城市爆发地瓜旋花天蛾虫灾，害虫面积最大处每平方米可达近四百头，当年受灾面积占比超过番薯种植总面积的95%。鼠灾也时常爆发。此外，肥城境内还有连阴雨、雨雾淞、霜冻、雷击、地震等灾害。雨雾淞5至10年一遇，一般出现于一二月份。低温灾害多见于春季和秋季，对林果业打击较大。雷击最常见于仪阳镇、安临站镇，平均5至7年一次。历史上，肥城还多次发生地震，但相对其他灾害较为少见。

## 经济
| 肥城县/市部分年份工农业产值                                           | 肥城县/市部分年份工农业产值 | 肥城县/市部分年份工农业产值 | 肥城县/市部分年份工农业产值 | 肥城县/市部分年份工农业产值 |
| --------------------------------------------------------------------- | --------------------------- | --------------------------- | --------------------------- | --------------------------- |
| 年份                                                                  | 工农业 总产值               | 县/市产值                   | 县/市产值                   | 增幅 （%）                  |
| 年份                                                                  | 工农业 总产值               | 工业                        | 农业                        | 增幅 （%）                  |
| 1949                                                                  | 3585.77                     | 348.8                       | 3236.97                     | N/A                         |
| 1958                                                                  | 9028.97                     | 766.2                       | 8104.17                     | 25.78                       |
| 1961                                                                  | 7453.56                     | 837                         | 5705.26                     | -12.72                      |
| 1966                                                                  | 16363.54                    | 1194.4                      | 9707.44                     | 10.11                       |
| 1968                                                                  | 13637.89                    | 951.4                       | 7579.89                     | -17.87                      |
| 1978                                                                  | 50060.37                    | 9745                        | 15617                       | 19.17                       |
| 1989                                                                  | 155650                      | 103028                      | 29043                       | 22.99                       |
| 1993                                                                  | 1003634                     | 709985                      | 119034                      | 108.97                      |
| 1999                                                                  | 1120500                     | 564000                      | 228500                      | -8.05                       |
| 2002                                                                  | 1868600                     | 1601600                     | 267000                      | 27.70                       |
| 参考来源：《肥城市财政志》 “增幅”一列绿色表示相对上年增长，红色反之。 |                             |                             |                             |                             |

作为中国全国百强县，肥城市在鲁西各县市中较为发达。2017年，肥城市实现市内生产总值808.8亿元，人均生产总值83476.1元，高于全省平均水平一万余元，高于泰安市平均水平近两万元。全体居民人均可支配收入24205元，城镇居民和农村居民人均可支配收入分别为34354元和16446元，同山东省平均水平基本持平。2017年，肥城一般市政府公共预算收入40.38亿元，支出67.11亿元，税收为主要收入来源。
肥城市北部人口集中，矿产资源丰富，工业发达，而肥城南部水肥条件好，土地质量高，农业发达，大致形成了“北工南农”的经济分布格局。2017年，肥城第一、二、三产值分别为52.5亿元、401.5亿元、354.9亿元，三大产业占比分别为6.5%、49.6%、44.3%。

### 第一产业
肥城为传统的农业大县，1987年之前，第一产业为肥城市主要产业。肥城市亦为中国有机蔬菜、无公害蔬菜生产基地，山东省粮食主产区之一，其农产品商品率较高。2016年，肥城市农业总产值为97.6亿元，种植业、林业、牧业、渔业产值分别为54.1亿元、2.1亿元、32.9亿元和0.5亿元。除传统农业外，肥城市还发展乡村旅游等项目，推动农业与服务业结合。2016农业服务业产值为7.9亿元。
|                  | 粮食   | 小麦   | 玉米   | 油料（花生） | 菜、瓜  | 马铃薯 | 大白菜 | 棉花 | 水果   | 肉类(总) | 奶类   |
| ---------------- | ------ | ------ | ------ | ------------ | ------- | ------ | ------ | ---- | ------ | -------- | ------ |
| 种植面积（公顷） | 74112  | 32723  | 39795  | 2638         | 30213   | 7681   | 11375  | 674  |        | 不适用   | 不适用 |
| 产量（吨）       | 538509 | 230200 | 301200 | 9942         | 1849660 | 330800 | 999800 | 1000 | 114024 | 80426    | 88843  |

就农业生产的地域分布而言，康汇平原和汶阳平原均为肥城市主要种植业产区，其中汶阳镇一带土壤较为肥沃，农产品单产高，水利设施齐全，农业发达，素有“汶阳田”之称。林果业集中于中部、北部的平原地区，水产养殖业分布于肥城几大水库和矿坑。就时间分布而言，肥城市农业产量受当年气候条件影响较大，而肥城市属季风气候，气候年际变化大，水旱灾害频繁（参见#自然灾害），因而第一产业生产总值年际波动较大。整体而言，随着城镇规模扩大、肥城市耕地逐年减少，而肥城市许多传统的粮食作物种植面积正在减少，而作物单位面积产量则在增加。

#### 种植业
| 2002年肥城市 种植业作物生产情况 | 2002年肥城市 种植业作物生产情况 | 2002年肥城市 种植业作物生产情况 |
| ------------------------------- | ------------------------------- | ------------------------------- |
| 作物                            | 面积（公顷）                    | 总产（吨）                      |
| 小麦                            | 32291                           | 160055                          |
| 玉米                            | 29373                           | 162508                          |
| 地瓜                            | 8681                            | 45732                           |
| 大豆                            | 1533                            | 4216                            |
| 谷子                            | 44                              | 73.9                            |
| 蔬菜                            | 24104                           | 1321656                         |
| 瓜类                            | 1109                            | 53696                           |
| 花生                            | 2120                            | 3767                            |
| 棉花                            | 758                             | 452                             |
| 栝楼                            | 180                             | 135                             |
| 芍药                            | 200                             |                                 |
| 葛根                            | 200                             |                                 |

2016年，肥城市粮食面积74112公顷，粮食总产538609吨，粮食作物有玉米、小麦、地瓜、大豆、谷子、高粱等。小麦和玉米为肥城市分布最广泛也是最主要的粮食作物，这两种粮食作物主要种植于肥城市的涝洼和平原。地瓜和大豆也为肥城市重要的粮食作物，其中地瓜主要分布于山区和丘陵，除汶阳镇外均有种植；大豆分在部分丘陵地区纯作，而在平原和涝洼地与玉米间作。谷子和高粱曾为肥城市重要粮食作物，后种植面积急剧减少，至2002年，肥城市仅种植谷子44公顷，而高粱仅种植了一公顷。其他粮食作物如大麦、旱稻、芋头、绿豆、赤小豆等为零星种植。
2016年，肥城市瓜果蔬菜播种面积为30213公顷，总产量为187.58万吨。主要作物有大白菜、马铃薯、菠菜、茄子、葱蒜等，其中秋大白菜和春马铃薯产量分别为99.98万吨和33.08万吨，分别占当年肥城市蔬菜产量的53.3%和17.63%。油料作物主要为花生，零星分布有芝麻。而用作衣料的经济作物有棉花、麻、蚕丝等，2016年，棉花总产为1985吨。药材作物种植面积较小，有栝楼、芍药、葛根、黄芩等。

#### 林果业

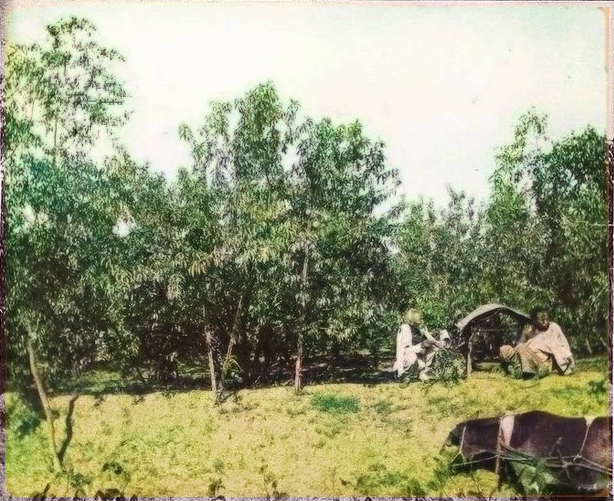
1907年美国人弗蘭克·N·邁耶拍摄的肥城的桃园

肥城市北部和中部山区多丘陵，这些地区主要被用来建设保护林和发展林果业，肥城市政府下设林业局管理肥城森林资源并规范林果业发展。2002年，肥城市有苗圃34公顷，其中30.6公顷可种植，当年育苗面积30公顷，收入43.8万元。孙伯、桃园、湖屯等地有集体林场和苗圃。2016年，肥城全年造林4.2万亩，这些新造林以经济林为主，义务植树155万株。当年共有林业专业合作社240余家，全市林业产值71.49万元、水果产量114024吨。肥城为肥城桃的发源地和主要生产基地，肥城桃为重要的的林果业资源（参见#肥城桃）。

#### 养殖业
肥城的养殖业包括畜牧养殖业和水产养殖业。畜牧业原以家庭养殖为主，后逐渐转向规模化养殖。2016年年末，肥城市生猪、奶牛、家禽、肉羊存栏量分别为41.5万头、4.3万头、718万只和30.5万只。当年肉蛋奶产量达20.9万吨。共建设有标准化规模饲养场区492个，87%畜禽系规模饲养。肥城市政府一直试图推广荷斯坦奶牛、杜洛克生猪、雪山草鸡外地优良品种，以取代当地较为低产的本土品种并提高畜牧业产品产量。畜牧业的发展促进了饲料加工生产行业的发展，2016年年末，肥城市饲料生产产值达11亿元。
肥城市渔业主要为水产养殖业，养殖鲤鱼、草鱼、鲢鱼、鳙鱼等十余种鱼类和日本沼虾、中华绒螯蟹等多种虾蟹。由于肥城市没有较大的天然湖泊，因而水产养殖规模和产量都不大。养殖主要在水库、坑塘和塌陷地进行，其中进行水产养殖的水库有78个，常年养殖面积270公顷；坑塘养殖主要分布在地势较低的肥城市南部诸乡镇，养殖面积133公顷；塌陷地养殖主要分布在北部煤矿塌陷区，养殖面积400公顷。2002年，肥城市共有渔业从业者972人。

### 第二产业

#### 工业历史
清末时，肥城县境内工业较为薄弱，主要为附加值较低的初级加工业和传统手工业，有20多家较大的手工业作坊。境内的矿产尚未得到勘验和开采，当时工业主要是制作石灰、制陶、酿造、榨油、编织、造纸、食品等。1956年三大改造后，个体手工业大多加入集体工业企业。1959年，肥城市大量兴建炼铁厂、焦化厂、煤矿等。由于石膏、岩盐和煤炭等矿产资源的发现，肥城市工业得以迅速发展。至1987年，肥城已经有217处工业企业，工业体系基本完善，工业产值首度超过农业产值，第二产业成为肥城县主导产业。次年，肥城市有51家企业，其中国营23家、集体28家，无私营和外资企业，当时仍处于计划经济时期，工业生产依靠指令性计划管理。当年企业固定资产总值为13亿元、工业产值5.6亿元。1992年，肥城确立了“工业立市”的发展战略，当时中国确立市场经济体制，此后肥城市涌现了大量民营企业，工业发展随之加快。次年，肥城市经济委员会和肥城市经济协作办公室合并为肥城市经济贸易委员会，不再实行指令性的工业生产计划。1996年，实行资产经营责任制。2000年，肥城市开始对市属的工业企业进行民营化改革，原有企业全部破产重组、民营化改制等措施改为民营化企业。2002年，肥城市经济协作办公室改为经济贸易局，直接管理工业企业，肥城市企业则进一步改革，实现了政企分开。

#### 工业平台
肥城市的产业园区战略布局为“一区五园”，即一个高新区，五个产业园区。高新区即肥城高新技术产业开发区。肥城高新区位于王瓜店街道东南部，处于县城西北。该开发区为省级开发区，也是一个类似乡级机构，其管理委员会与与王瓜店镇街道办事处合署办公，2018年3月16日，肥城高新技术产业园区与泰安国家级高新技术产业开发区肥城园区一个机构两块牌子，自此开始享受中国国家级高新区的政策。五个产业园区分别为新兴产业园、现代盐化工产业园、节能环保产业园、循环经济产业园、农业高新技术示范园。其中农业高新技术产业园为以农业为主，其他四个园区以工业为主，分别位于仪阳、边院、老城、石横四个乡镇。新兴产业园于2011年成立，规划面积15平方公里，与仪阳街道办事处合署办公；现代盐化工产业园规划面积4平方公里，主要依靠边院的岩盐资源发展化工和新材料产业；节能环保产业园规划面积3.75平方公里，主要发展锂电等产业；循环经济产业园面积8.8平方千米，为山东省省级经济开发区，主要发展精细化工、装备制造等等五大产业。

#### 工业类型
至2016年，肥城市共有326家规模以上工业企业，主营业务收入逾千亿元，其中仅石横特钢一家即逾百亿。煤电能源、钢铁冶金、工程机械、精细化工、纺织服装、食品加工、建筑建材为肥城市七大支柱工业类型。
煤电工业方面，由于肥城煤炭较为丰富，因而电力供应以火电为主。其中石横发电厂是肥城最重要的发电厂，也是山东电网的主力发电厂之一，总装机容量192千瓦，2017年发电量102.78亿千瓦时。石横特钢、昌盛石墨、胜利化工等企业则自行发电。。钢铁冶金方面，2016年，肥城钢铁冶金产主营业务收入达140亿元，以钢铁冶金为主要业务的石横特钢是肥城最重要企业之一，也是2016年肥城唯一主营业务收入过百亿的企业。机械制造业为肥城市优势产业之一，主要的机械制造企业有云宇、金塔、索力得等。精细化工产业方面，肥城境内有农大肥业、胜利化工、瑞泰纤维素等企业，其中肥城胜利化工有限公司为中国最大的井矿工业盐生产企业。肥城市精细化工产业主营业务收入140.5亿元，利润10.4亿元。纺织服装和食品加工行业为肥城市主要的轻工业。肥城市境内的纺织服装工业主要有泰鹏集团、傲饰集团、龙祥纺织等企业，食品加工行业主要有银宝食品、八戒食品、福宽生物等公司。2017年，肥城市纺织服装行业主营业务收入80.2亿元，利润5.8亿元；食品加工行业主营业务收入为79.2亿元，利润5.9亿元。

### 第三产业

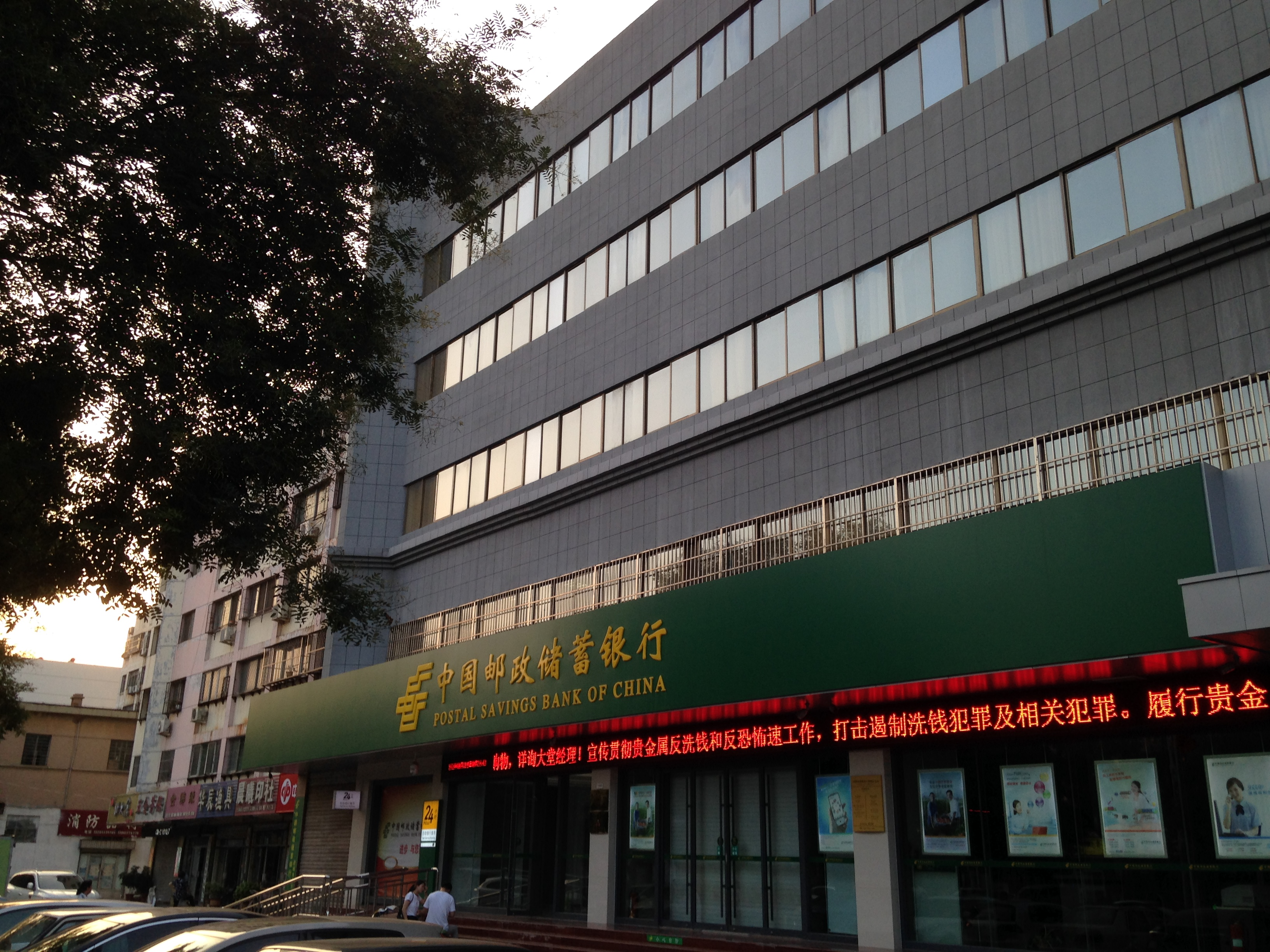
中国邮政储蓄银行肥城分行

肥城古代主要是自给自足的小农经济，商业不发达，近代商业获得一定发展。清末时，肥城县输出的主要以农产品和石灰、陶器等初级工业加工品为主，输入棉花、洋布洋油以及工业产品等等，输出产品少而输入产品多，贸易逆差较大。后肥城重要的输出商品鸦片种植面积减少，肥城市贸易逆差更为严重，“进款日绌”，加之当时肥城境内通货膨胀严重，纸币“成废纸”，肥城县商贸业处于凋敝状态。民国期间由于军阀混战，肥城商贸毫无起色，在中华人民共和国建立后又长期受到压制，直到改革开放后才得以快速发展。至2016年，肥城市服务业增加值为323.8亿元，占当年肥城市市内生产总值的44.4%，其中现代服务业增加值为162亿，占服务业增加值的一半。
2016年末，肥城市金融机构存款余额和贷款余额分别为461.9亿元和286.8亿元，分别相较年初增长9.34%和6.58%，其中居民储蓄存款余额为340.2亿元。全年进出口总值为28.88亿美元，利用外资1.03亿美元。消费品零售总额、电子商务交易额、网络零售额分别为290.6亿元、50亿元、16亿元。电子商务业发展较快。2016年，境内有电商服务公司20多家、本地电商平台33个，6000多家网商，14000多家网店。快递服务业和淘宝村镇数量分别居山东省第2、第3。新城街道被命名为“淘宝镇”。

## 人口

### 概况
2010年的中国第六次人口普查中，肥城市共有人口946627人，其中男性466478人、女性480149人，男女分别占比为49.3%和50.7%。户口也在本地者为865942人，占总人口91.5%。共有家庭303588户，家庭户人口930067人，平均每户有3.06人。14岁以下儿童147507人，占总人口15.6%；15至64岁劳动年龄人口712588人，占总人口75.3%；65岁及以上人口86532人，占总人口9.14%。根据2000年中国第五次人口普查的数据，2000年7月初肥城市共有人口948602人，14岁以下儿童199639人，15至64岁人口680235人，65岁及以上人口68728人。十年间，肥城市实际居住人口减少了1975人，儿童比例下降，劳动人口比例和老年人口比例则有所上升。
2016年底，肥城市常住人口96.78万人，当年出生人口13615人，其中三分之二为二胎，年出生率13.73‰；死亡6097人，死亡率6.15‰；人口自然增长率7.58‰，属于低增长水平。妇女总和生育率为1.87，高于中国平均水平，但仍低于世代更替水平。肥城市人口城镇化率58%，人口年龄结构为现代性，并在2000年前即已进入老龄化社会。至2018年7月初，肥城市有百岁老人28人，其中最年长者已经114岁。
截至2021年末，肥城市户籍总户数347674户，总人口970218人。常住人口88.53万人，其中，城镇人口60.28万人，常住人口城镇化率达到68.09%。

### 历史
明朝万历初年，肥城县总人口为29459人，后因明末的自然灾害和连年战争急剧减少，至清朝顺治年间还有7991人。康熙十一年，全县人口10412人，康乾盛世期间，社会较为稳定，高产作物传入肥城境内，肥城人口激增，到嘉庆二十年，人口已经达到170412人，为137年前的16倍多，此后增长趋缓。至光绪年间，全县人口共259818人。1919年，肥城县政府清查人口，全县共有285992人，男154915人，女131077人。民国之后，由于自然灾害及长期战争，人口时常出现波动。清代至民国期间，每逢自然灾害，就有大量民众迁往东北、山西、新疆等地谋生。第二次中日战争期间，日本军队制造惨案及抓捕劳工等行为也造成了严重的的人口损失。
中华人民共和国建立后，肥城市人口逐渐增加。1964年2月，肥城开始宣传推动计划生育，但因文革等原因未能实行。80年代后大力推广计划生育，人口出生率迅速下降，但人口则仍在缓慢增加，至1991年时已经有近99万人，为建国时的两倍。而根据2000年和2010年人口普查数据可以看出，肥城市实际居住人口已经出现减少。2010年人口为946627人，与1989年大致相当。人口迁出是人口减少的主要原因。
| 年份                                                            | 户数   | 人口   | 来源            |
| --------------------------------------------------------------- | ------ | ------ | --------------- |
| 万历初                                                          |        | 29459  | [ 272 ]         |
| 约1648                                                          |        | 7991   | [ 272 ]         |
| 1672                                                            |        | 10412  | [ 272 ]         |
| 1815                                                            |        | 170136 | [ 272 ]         |
| 1908                                                            | 41125  | 259818 | [ 271 ]         |
| 1919                                                            |        | 285992 | [ 49 ]          |
| 1928                                                            | 50731  | 284742 | [ 272 ]         |
| 1942                                                            | 72023  | 385918 | [ 272 ]         |
| 1949底                                                          | 11257  | 499008 | [ 272 ]         |
| 1953                                                            |        | 534736 | [ 67 ]          |
| 1964                                                            | 139379 | 662906 | [ 272 ]         |
| 1964                                                            |        | 653553 | [ 67 ]          |
| 1982                                                            | 186553 | 848347 | [ 272 ]         |
| 1982                                                            |        | 842639 | [ 72 ]          |
| 1988                                                            | 211459 | 915357 | [ 275 ]         |
| 1988                                                            | 211459 | 930035 | [ 275 ]         |
| 1989                                                            | 223865 | 944181 | [ 275 ]         |
| 1990                                                            | 231625 | 985048 | [ 275 ]         |
| 1990                                                            |        | 976599 | [ 276 ]         |
| 1991                                                            | 234086 | 989896 | [ 275 ]         |
| 1992                                                            | 237556 | 976808 | [ 275 ]         |
| 1993                                                            | 238986 | 965694 | [ 275 ]         |
| 1994                                                            | 243126 | 957988 | [ 275 ]         |
| 1995                                                            | 255684 | 951788 | [ 275 ]         |
| 1996                                                            | 255854 | 949477 | [ 275 ]         |
| 1997                                                            | 260184 | 952592 | [ 277 ] [ 275 ] |
| 1998                                                            | 272242 | 955746 | [ 275 ]         |
| 1999                                                            | 278199 | 960232 | [ 275 ]         |
| 2000                                                            | 273383 | 962385 | [ 275 ]         |
| 2000                                                            | 273524 | 948602 | [ 264 ]         |
| 2001                                                            | 274938 | 963916 | [ 275 ]         |
| 2002                                                            | 279062 | 967214 | [ 275 ]         |
| 2007                                                            |        | 966265 | [ 278 ]         |
| 2009                                                            |        | 975100 | [ 279 ]         |
| 2010                                                            |        | 978900 | [ 280 ]         |
| 2010                                                            | 303588 | 946627 | [ 263 ]         |
| 2011                                                            |        | 983500 | [ 281 ]         |
| 2013                                                            |        | 985800 | [ 281 ]         |
| 2016                                                            |        | 967800 | [ 133 ]         |
| 2017                                                            |        | 993000 | [ 282 ]         |
| 中华人民共和国全国人口普查数据以粗体标出。 灰色色块代表无数据。 |        |        |                 |

### 分布
2010年，肥城市人口密度为741.1人/平方千米，但人口分布并不均匀，总体上呈平原多、山区少，城镇多、乡村少的局面的局面。康汇平原和汶阳平原是肥城市人口最为集中的两个地带。根据2010年人口普查数据计算，肥城市城区所在的新城街道人口密度已经达到3121人/平方千米，为肥城市人口密度最高的乡镇；拥有广阔山地和丘陵的安临站镇人口密度仅为389.4人/平方千米，约为全市平均密度的一半，是肥城市人口密度最低的乡镇。拥有肥城市高新区的王瓜店街道、老县城所在地老城街道以及农业发达的汶阳镇也是人口较为稠密的乡镇。

### 民族
肥城市人口以汉族为主，有26个少数民族，总人口1.17万人。最大少数民族为回族，占少数民族99%，回族之外的少数民族大多为因工作、生活等缘故迁居而来。回族人口集中于南部汶阳田一带的边院、安驾庄、王庄、汶阳等乡镇。有九个村回族人口超过一半，前黄、后黄、升庄3个为纯回民村。北部除县城和矿区外很少有回族分布。据清末《肥城县乡土志》记载，当时肥城县并无回族和其他少数民族人口，现在肥城市的回族人口，主要是1949年泰西县的一、二、三区划给肥城县带来的，而这一地区的回族人大多在明、清迁来。
| 民族 | 总计   | 汉族   | 少数民族 | 回族 | 满族 | 壮族 | 水族 | 蒙古族 | 朝鲜族 | 藏族 | 彝族 | 纳西族 | 其他民族 |
| 人口 | 842639 | 834551 | 8088     | 8034 | 14   | 10   | 8    | 5      | 4      | 3    | 1    | 1      | 8        |

## 文化

### 方言
肥城市的方言属于冀鲁官话石济片聊泰小片，就山东方言分区而言属于西齐小片。因为其处于中原官话与冀鲁官话交界处上，因此也具有部分中原官话的特点，具有明显的过渡性。肥城方言同包括中原官话在内的鲁西方言均能互通。受中部山区阻隔以及历史上行政区划的影响，肥城方言南北差异显著，而年轻人和老年人的口音也有所不同。
包括零声母在内，肥城话北部方言有24个声母和39个韵母，声母比普通话多了/ɣ/和/ȵ/，南部方言还多了/p̪͡f/、/p̪͡fʰ/两个声母。肥城方言拥有和普通话一样的调类，但调值则与普通话不同，阴平、阳平、上声、去声四个调在肥城方言中的调值分别为13、53、33、213。

### 宗教
肥城市境大部分民众无宗教信仰或信仰中国民间信仰，其余民众信仰佛教、道教、天主教、基督新教、伊斯兰教等五种宗教。肥城市市委和市政府分别设置统战部和民族宗教事务办公室对宗教活动进行规范。肥城市五大宗教均有自己的协会组织，此外还有肥城市基督教三自爱国运动委员会、肥城市天主教爱国小组两个宗教团体。
中华人民共和国建立前，肥城市宗教活动较为活跃，中华人民共和国建立后没收了部分宗教建筑。文革期间，肥城市宗教活动终止，文革结束后逐渐恢复。2002年，伊斯兰教、天主教、基督新教共有活动场所39处、信教者17250人。而到2016年年末，肥城市有合法宗教活动场所47处，教职人员40人，信教者约3万人。

#### 佛教和道教
佛教和道教是较早传入肥城市的宗教。肥城市境内的佛教有汉传佛教和藏传佛教（即喇嘛教）两种。汉传佛教大致在南北朝时期传入境内，而藏传佛教在元、清时期传入。据《肥城县乡土志》记载，1908年肥城县有信仰藏传佛教者135人，大部分信藏传佛教者对教旨不熟，无法区分藏传佛教各派别之间的差别。中华人民共和国建立后，肥城市佛教活动逐渐减少，宗教建筑损坏严重。2001年，佛教人士仁才在陶山幽栖寺重建佛教建筑并在缅甸购置佛像，以此恢复肥城市的佛教活动。目前肥城市境内有幽栖寺、金佛寺、白衣庵等四处佛教合法活动场所以及多位比丘、比丘尼。
抗日战争期间，肥城县许多道教骨干人员投靠日伪，因而在1951年5月被政府取缔，道教活动陷入停止，道士、道姑大多还俗或病故，原有的道院、道观陷入破败失修的状态。后部分道教场所经修复后重新开放，目前共有三处道教活动场所。

#### 基督新教和天主教

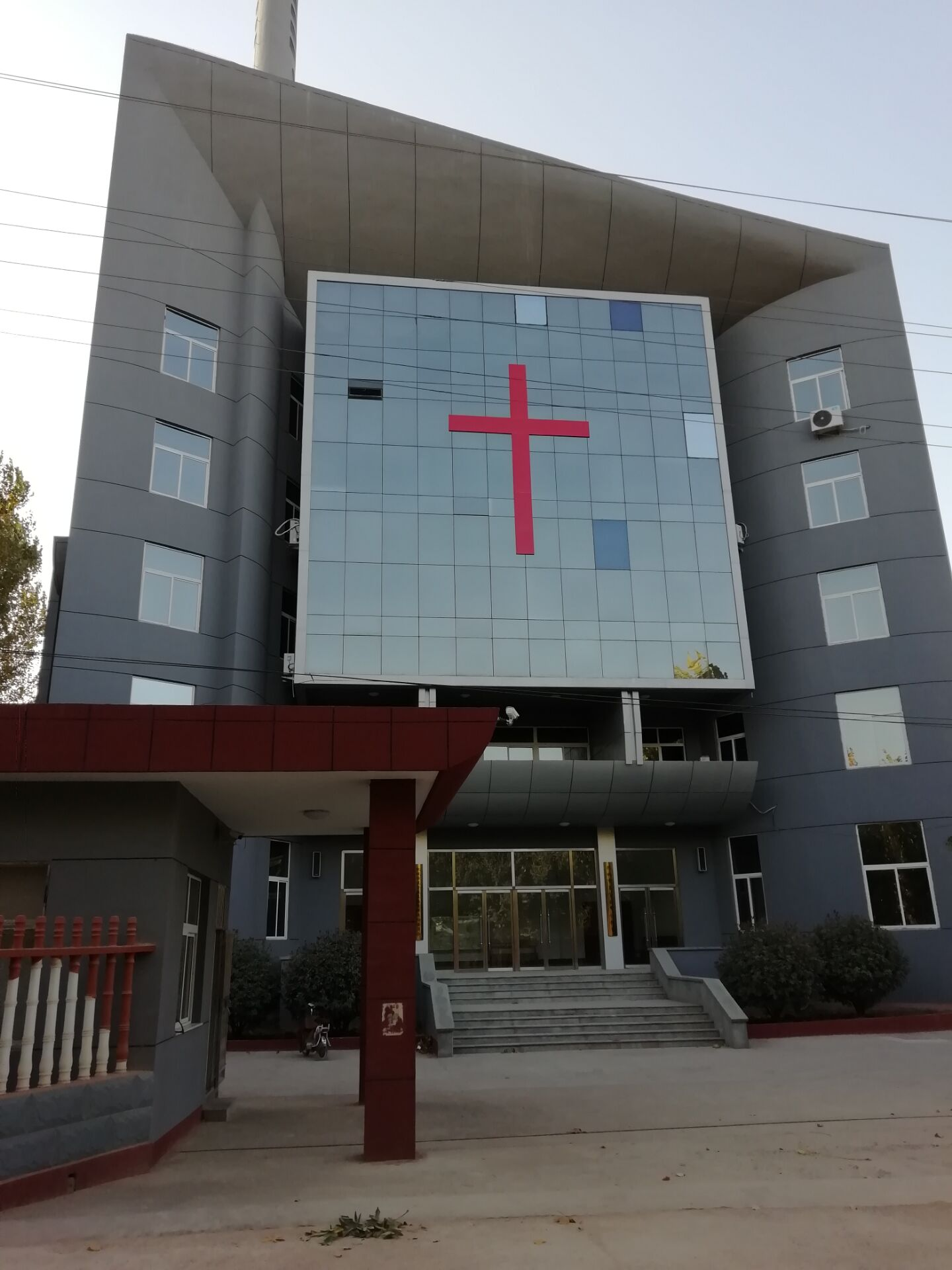
肥城市一处基督教堂

基督新教1874年传入肥城县安驾庄。1899年12月30日，肥城县发生肥城教案。1908年，英国和美国传教士分别在肥城县创建教会，当年有教徒104人。1992年肥城县基督教三自爱国运动委员会成立。2002年，肥城市共有基督教徒5926人，牧师1人，长老3人，神学生3人。教徒主要分布于12个乡镇25个村庄。至2016年末，肥城市共有基督新教合法活动场所25处，其中较大的有穆庄、曹庄、较场屯、安驾庄等。
肥城市的天主教于鸦片战争后的1842年由德国人传入。至1908年共有信教者五百六十八人，教堂五处。1990年肥城天主教爱国小组建立，次年政府将小中泉、桥头、新胜等3处教堂归还。2002年时共有天主教教友796人，教堂4处。至2016年，天主教已有5处合法活动场所。

#### 伊斯兰教
肥城市的伊斯兰教主要分布在边院、安驾庄、汶阳、王庄等乡镇，信众主要为回族人。2002年末，肥城内共有清真寺10坊，穆斯林10528人，住寺阿訇10人。最大的清真寺为后黄庄清真寺，1997年2月成立的肥城市伊斯兰教协会总部即设置于此。
明清时期，伊斯兰教随着回族移民而传入当时属泰安管辖的今肥城南部。1949年，穆斯林集中的肥城南部地区划给肥城县。区划调整后，许多穆斯林亦进入肥城其他地区。肥城市境内以逊尼派为主。肥城穆斯林传统上只将信仰在族内继承，并不向外传教。除伊斯兰节日外，肥城市穆斯林也会庆祝中国传统节日。

### 节庆
当地有春节、元宵、端午、中秋等中国传统节庆，节庆风俗与华北各地差异不大。当地特色的传统节日有二月二、三月三、四月八、六月六等。二月二又称龙抬头，当地民众在这一天剪发求取吉利，并炒熟盐水腌制的豆子制成“蝎子爪”；三月三为宝山老奶奶的生日，这一天肥城人祭拜宝山老奶奶；四月八为赶庙会、山会、烧香还愿等的日子；六月六为晒衣的日子。中华人民共和国建立后，肥城民间信仰消退，许多节日原有的活动逐渐式微，如四月八的春会已经废止、三月三不再磕头祭拜，但肥城人仍然保留了在传统节日吃水饺改善生活的习俗。
中华人民共和国建立后，政府规定和提倡了一些新节日。其中元旦、国庆节等节日已经成为民间节日。除政府组织的假期、加发工资、文艺晚会外，民众也会吃水饺以庆祝。2002年开始，肥城市开始在春天举办桃花节，后来又在秋天举办金秋品桃节，以此吸引游客，发展旅游业。至2018年7月，肥城市已经举办了17届桃花节和10届金秋品桃节。桃花节和金秋品桃节也成为肥城市的特色新节日。

### 传统文艺

#### 戏剧和曲艺
肥城市境内流行多个戏曲剧种和多种曲艺。山东梆子为分布最广泛的剧种。东南流行莱芜梆子、北部诸乡镇流行京剧和河北梆子，此外，肥城市还有河南梆子、评剧、花鼓戏、大腔、弦子戏、拉魂腔、两夹弦、豫剧等戏曲，传统曲艺则有渔鼓、大鼓、山东琴书、评词、河南坠子等。肥城市地方戏曲的剧目主要为《铡美案》、《穆桂英挂帅》等传统剧目、也有《为道杀子》等地方剧团自编自演的剧目，1945年之后又出现大量现代戏。中华人民共和国建立后，民间剧团大量增加，政府也将零散的艺人组织成曲艺队进行演出。50年代末之后，古装戏剧和现代戏剧并存，山东快书、相声、快板、山东茆琴等曲艺传入肥城境内。文革开始后，大部分民间戏曲活动被迫停止，曲艺活动受限制，此时仅有“样板戏”演出。改革开放之后，民间戏曲活动逐渐复苏，部分艺人也重新开始活动。1987年，肥城县共有71个民间戏剧团体。2012年，横笛梆和望鲁山皮影两种戏剧被列入肥城市第三批非物质文化遗产保护名录。

#### 民乐
肥城境内的传统民乐以吹打乐为主，1949年，肥城县有12个吹打乐班，这些乐班大多以代代相传的形式传承其技艺，主要在红白喜事时演奏，中华人民共和国成立后也参加一些文艺演出和庆祝活动。文革初期被视为“四旧”而禁止，1972年后逐步恢复活动，至1987年有十余个吹打乐乐班。梁氏唢呐和砖舍李氏唢呐被列入肥城市第一批非物质文化遗产保护名录。

#### 武术
肥城境内有石横武术和安驾庄武术两种传统武术。石横武术流传于肥城市西北部的石横镇及其附近地区，有300多年历史，为肥城市县级非物质文化遗产。据记载，康熙初年，习武的梅、邹两个习武的壮士护送吉安知府回其家乡平阴，后在平阴附近的石横镇定居，一边耕作一边教授武术，当地此后形成了习武的风气。至民国时期，当地有13处练拳场所，当地学习武术者有数百人，春季当地还会举办武术表演赛。石横武术最知名的有徐、梅、邹三个武术世家，分别以枪法、棍法和皮捶而知名，昌家、王家、陈家、尹家也较为知名。安驾庄武术分布于肥城南部的安驾庄，较著名的武术大家有张家、李家，肖家等。
2018年，肥城传统武术研究会在泰山国际太极拳赛中获得团体第一。

#### 舞蹈
中华人民共和国建立前，肥城由160多个各种舞蹈社、舞蹈团，演出二十多种传统舞蹈。这些传统舞蹈有些具有剧情，有的则对身体技巧要求较高，具有杂技和戏剧的性质。龙灯、顶灯和十八大姐斗王皮为肥城特色的传统舞蹈，但十八大姐斗王皮和顶灯于二十世纪五十年代在肥城县境内停止演出。六十年代初，肥城民间舞蹈团体达到200多个，文革期间大量解散，1987年恢复到80多个。边院镇高跷牌坊被列入肥城市非物质文化遗产保护名录。

## 人民生活

### 饮食
旧时居民主食大多以玉米、地瓜、高粱等粗粮为主，将其制成窝窝头、饼子、煎饼作为日常主食，中华人民共和国建立后小麦逐渐增多、改革开放后小麦成为主粮，当地民众的主食遂转变为以小麦粉为主要原料制作的馒头、面条和饼类。当地用粗玉米面或小米面熬制成糊粥，作为每餐必备的食品。水饺为当地节庆期间的主食，传统上不仅年关吃水饺，节日、生日时也习惯吃水饺。副食有蔬菜、肉蛋豆制品等。旧时当地民众贫困，很少吃到新鲜蔬菜，加之菜类保存不便，因此当地民众会将芥菜头、水萝卜、胡萝卜、香椿芽等加盐腌制成咸菜，在物质条件较为匮乏的条件下，这些咸菜为主要的副食，这也造就了肥城民众偏咸的口味。蔬菜通常为时令蔬菜，汉民以猪肉为主要肉食，其次为牛羊肉，节日或待客时则多鸡肉、鱼肉等。当地民众平时的主要饮料是茶和白酒。旧时富裕者喝花茶，一般人家喝大叶茶、炒槐米、冬桑叶等。八十年代开始出现冷饮并逐渐流行。当地回族除不吃禁忌物外，同汉族饮食习惯差别不大。肥城回族擅长制作面食，菜肴则也以咸味为主，也嗜茶，但多喝清绿茶。肥城市城镇居民通常使用成套的细瓷茶具，农民则多用粗制的陶瓷茶具。肥城农民原本在农忙时一日三餐，农闲时两餐，中华人民共和国建国后逐渐转变为一日三餐。当地民众重视人情来往，待客十分讲究。一般来访者会以茶接待，在旧时待客饭食为一壶酒、四盘菜和白面面食，贵客以“八顶八”、“十顶十”等宴席接待。
1988年后，肥城民众的主粮已经转变为面食，馒头、面条、水饺等面食成为主食，米饭已成为主食之一。原有的玉米面，地瓜面制作的粗粮食品如窝窝头、煎饼、饼子等已经成为用于改善生活或尝鲜的调剂饮食，但以玉米面制作的糊粥仍作为主食之一在肥城城乡广泛饮用。送往迎来、红白喜事举办宴席的规模扩大，且不再在家中举行。1988年和1995年，农民恩格尔系数分别为51%和50%，至2002年，肥城市农民人均饮食支出为746元，已经低于总消费支出的一半，城镇居民更低。如今肥城市民饮食追求健康和卫生，食品种类也在增多。

### 住房与家具
肥城传统民居的布局通常为矩形布局，院落四周有围墙。北边为坐北朝南的正房、东西侧各有一个房子、东南角或西南角为厕所，厕所对侧为大门。正房又称“堂屋”，最高最大，有三间，一个明间两个暗间，供招待客人和长辈居住；侧房用作厨房或晚辈居所；大门后有影壁，中间为院子。房屋多数为起脊房屋，少数为平顶房。建筑材料主要是土、布、麦草或砖石，墙基为砖石、但墙体通常为土坯，屋顶为麦草或布瓦。富裕人家布局类似，但更为宏大，墙高院深，建有门洞，建筑材料也以石和陶瓦为主。二十世纪五十年代之后，住房条件改善，普通民众也逐渐使用砖石结构。改革开放后，住房逐渐转为钢筋混凝土结构，有些普通民众也开始住进楼房。2001年，肥城市进行旧村改造，将76万户旧式住宅拆除并新建新式住宅。2017年，肥城市政府住房支出为1.02亿元，这些支出主要用于城市棚户区改造、危房改造和公租房建设等。现今城区居民多住楼房，乡镇街道驻地和城区郊区以两层房屋为主，农村仍以一层住房最为普遍。
旧时肥城一般人家的家具主要为木制，夏天睡铺了凉席的木床，冬天睡铺草褥的土炕，用泥瓦火盆焚烧谷糠、干草等用以取暖，使用土陶盆、土陶罐，夜晚在灯碗中点燃豆油用以照明，出行时步行、骑毛驴或坐独轮推车；富裕人家的家具繁多而完备，且木制家具多漆上了红色大漆油，使用细瓷碗碟和铜制勺、盆。50年代后，铝制器具普及，手电筒、汽灯、电灯出现，农村改用煤油灯；至90年代，电视、电话进入普通百姓家庭，装饰灯，电灯已经普及，城市煤气灶也已普及。至2002年，肥城市大多数城市居民已经拥有彩色电视、影碟机、摩托车、电冰箱、洗衣机等耐用电器。

### 服饰发型
清朝时期，肥城民众大多以自家产的棉布为衣料，富裕人家则以洋布、绸缎、麻等为布料。妇女穿大襟褂、大裆裤，男子穿对襟褂、直裆裤。男子普遍留辫子，辛亥革命后辫子剪除，平民多留光头，有身份者留短发。女子未婚前留浏海，婚后梳成发髻并套上网子并插银花，老年妇女绾纂、插簪子。妇女戴首饰，儿童带镯子，富有人家的老年男人戴戒指。中华人民共和国建立后，中山服流行；60年代时，国防服、军便服等流行，文化大革命期间，各类首饰和化妆被作为“资产阶级生活方式”而被禁止；改革开放之后，各类发型、首饰、服装迅速增多，年轻人多追求时尚，老年妇女也大都改留短发，化妆之风重新盛行。现今，肥城市民众服饰、发型等同中国大陆大部分地区差别不大。

## 社会

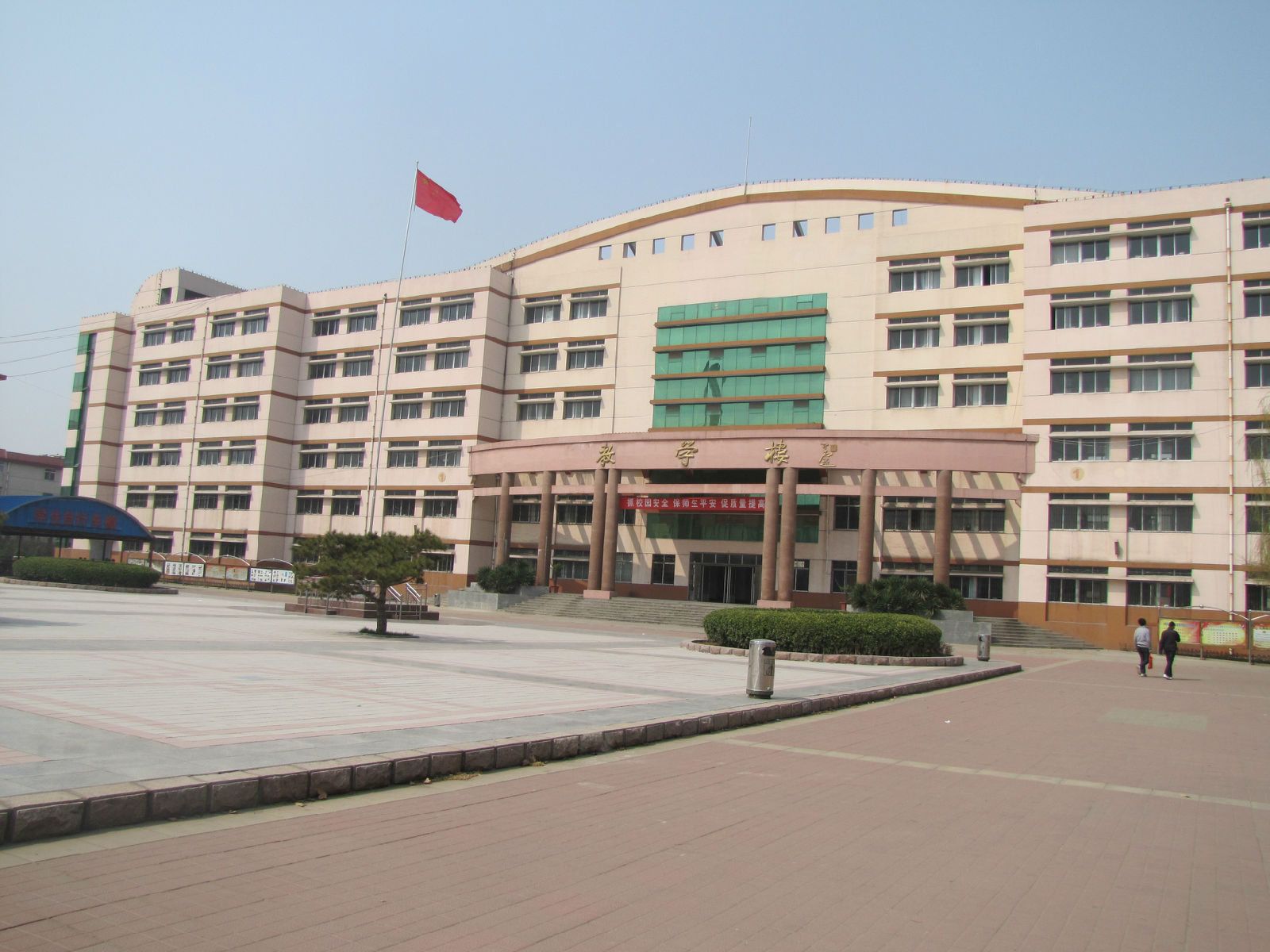
肥城一中教学楼大楼

### 教育

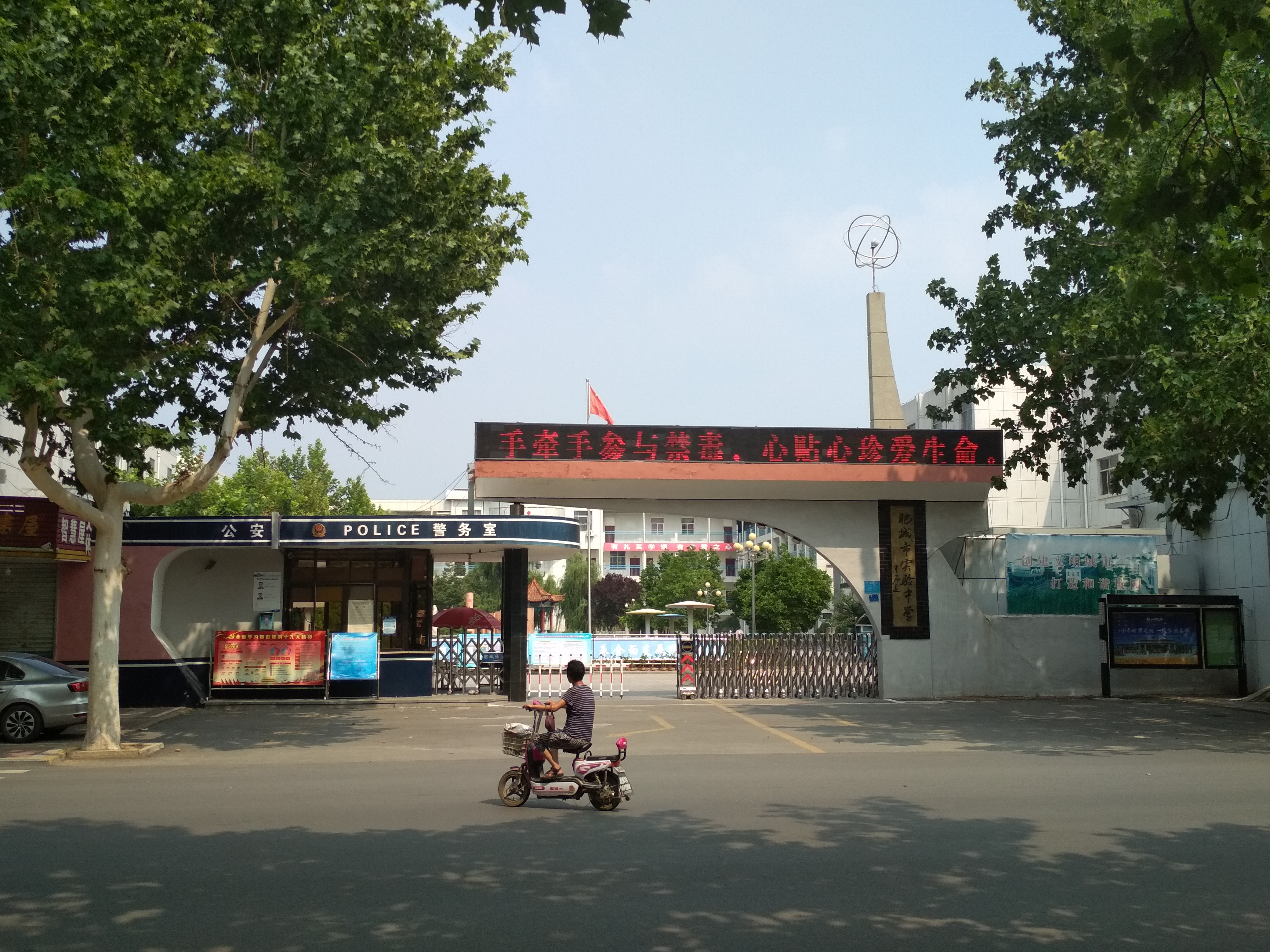
肥城市实验中学

2016年，肥城市共有142处学校和129所幼儿园  。其中118所普通初中、小学，共有在校生83300人；普通高中6所，共有19397名在校生；职业学校三所，肥城市职业技术学校为国办，其余两家为部门建立；此外，肥城市还有9所特殊教育学校和13处成人教育中心。129所幼儿园中100所为公立幼儿园、其余为民办幼儿园，在园幼儿3.1万人 。山东省“十佳幼儿园”中，仅肥城市就占了两家。肥城市境内尚无高等教育机构。
2017年肥城市政府开始校长职级制改革，并通过新建、扩建学校等方式解决长期以来的大班额问题并改善贫困地区办学条件。当年城市教育支出为11.03亿元，其中教师工资和各项社会保障8.8亿元、中小学维修改造和解决大班额经费1.1亿元、义务教育经费保障7748万元、免费教科书补助920万元、农村代课教师补助和困难家庭资助经费分别为1044万元、1128万元。

### 医疗卫生

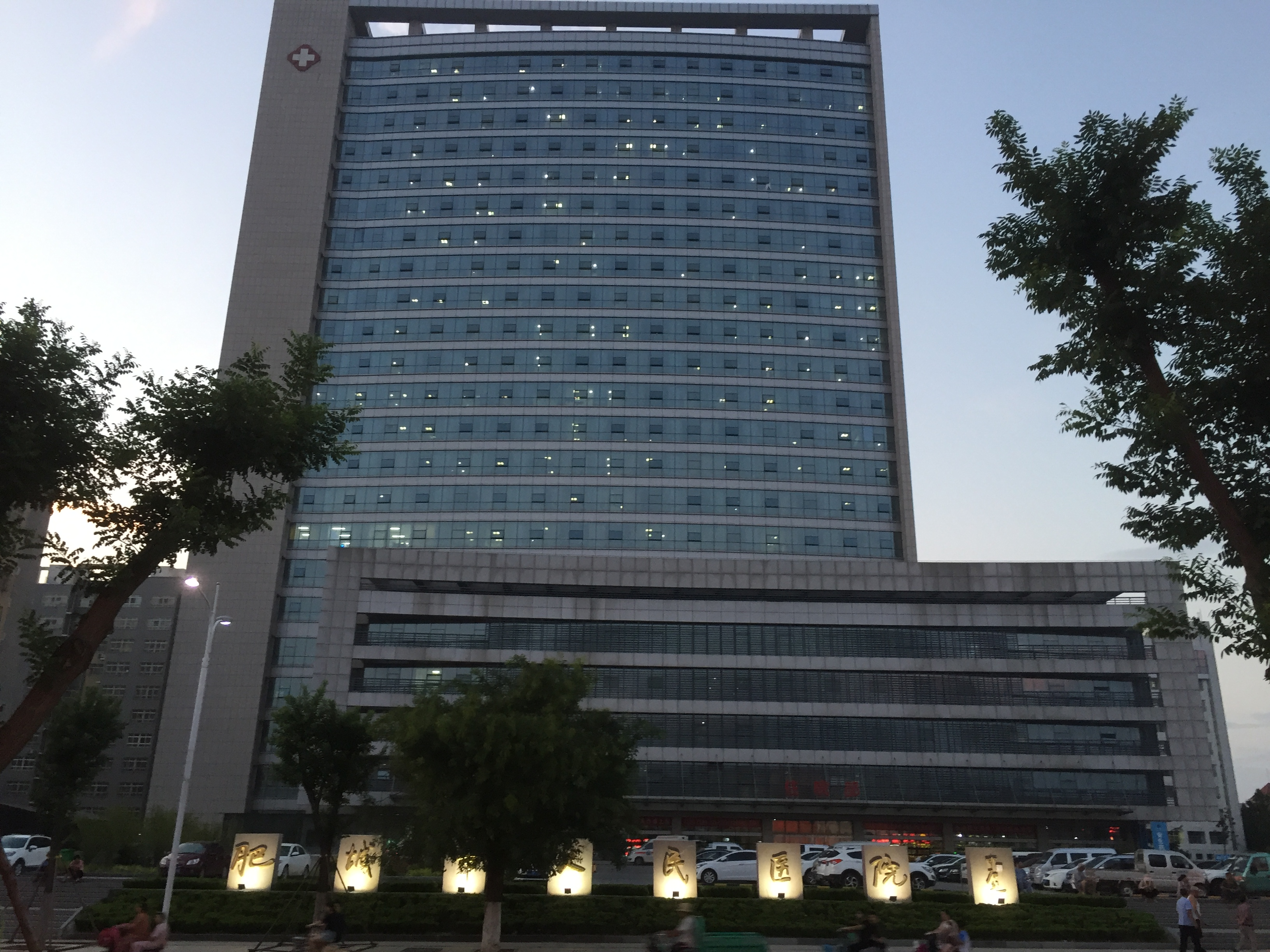
肥城市人民医院，肥城市唯一一所二级甲等综合医院

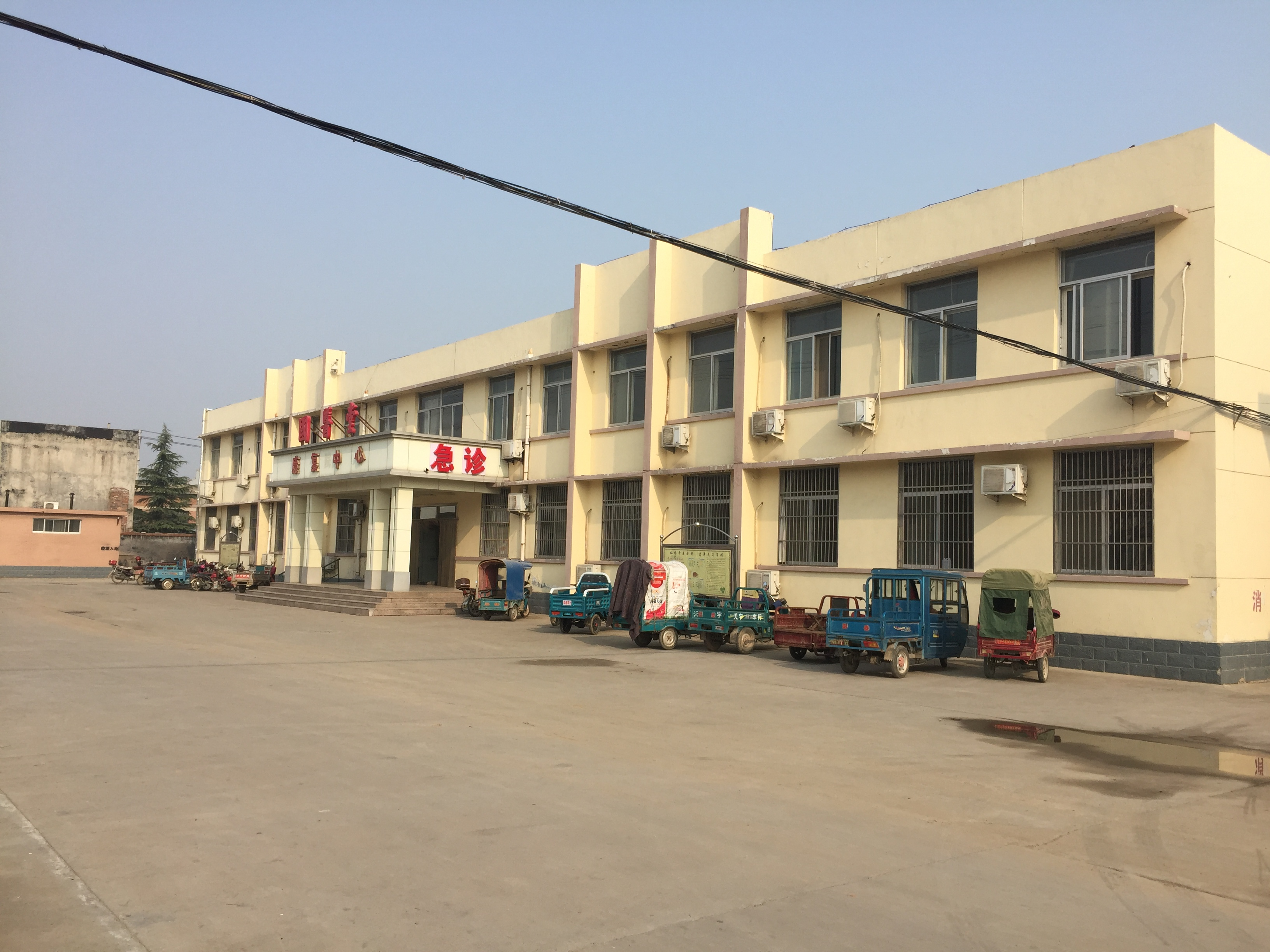
桃园镇国医堂，一所中医医院

2016年，肥城市共有医疗机构559家，其中4家市直属医疗卫生机构、13家乡镇街道卫生院、2家社区卫生服务中心、23家矿区医疗机构。559家医疗机构中有医院18所，其中15所综合医院，2所专科医院、1所中医医院。中医医疗机构“国医堂”共有十二处。全市共有卫生技术人员5201人，执业医师、助理1724人；床位4550张，其中肥城市人民医院有床位1469张，肥城市中医医院有床位500张。肥城市人民医院、肥城市中医医院为二级甲等医院。
2017年，肥城市政府在医疗卫生和计划生育上的总支出为5.98亿元，其中3.3亿元用于提高居民即办医疗保险政府补助标准、4813万元用于提高公共服务经费标准，其余费用用于计划生育、药物制度和医院改革、行政事业人员医疗保险和乡村医生生活补助等。

### 邮政电信
1988年，邮电局兼管邮政业务和电信业务，当年电信员工有162人，电话普及率0.67部。1998年，肥城市实行邮电分营，原有邮电局分为邮政局和电信局，自此邮政业务就与电信业务分离。1999年7月，移动通信业务自电信局分离。2002年11月，肥城市邮电局改设为山东省通信公司肥城市分公司，当年该公司收入6802万元。目前，肥城市共有肥城移动、肥城联通和肥城电信三大电信运营商。
肥城市邮政业务主要由中国邮政肥城分公司经营，该公司由原邮政局改制而来。1998年，邮政局有23处支局，职工139人。2000年，投递路线共有72条、全长2124公里。2016年，该公司固定资产1816万元、有职工259人。下辖村镇网点共有244个、便民服务站930个，邮寄路线总长2135公里，邮政服务已经覆盖全部行政村。

### 体育
2016年，肥城市省级、市级传统体育项目学校分别有5所、9所，共有三处后备人才基地，在市级及以上等级的比赛中取得63枚奖牌，武术、散打、跆拳道、摔跤、柔道等为肥城市优势体育项目。全市有一个体育馆和大量的体育健身设施。仅2016年，肥城市就兴建82个公共健身工程并向96个乡镇村社发放健身器材。肥城市实验中学、肥城市龙山中学等8所学校也向公众开放其体育设施。

## 基础设施

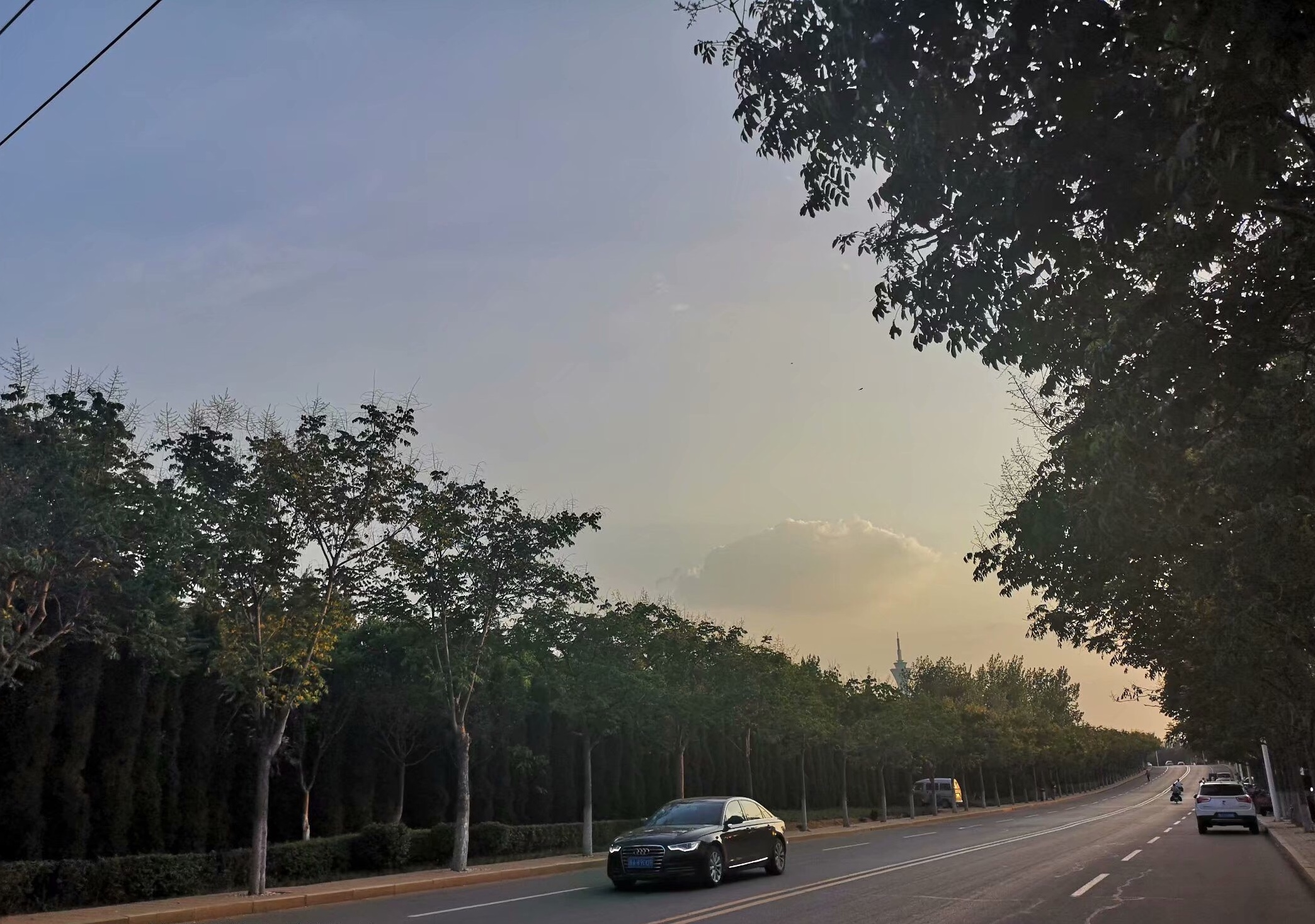
肥城白云山的一处道路

### 交通
肥城市最主要的主要交通方式为公路运输，其次为铁路運輸。南部大汶河一带也有水运。但肥城市境内无机场，没有航空运输。2017年，肥城市交通支出为1.88亿元人民币，其中约68%用于县乡级道路的养护和建设，其余用于省级公路的养护以及公交、客运、出租的油价补贴等。

#### 公路
古代，肥城市境内有东西、南北两条官道。1929年，国民政府在肥城原有官道的基础上修建公路，1937年时，肥城市有公路94.4公里，但公路质量较差，天气恶劣时无法通行，致使公路运输时断时续。抗日战争期间，肥城地方抗日武装为抗击日军而大规模破坏公路，这些公路在抗日战争结束后逐渐修复。中华人民共和国建立后，肥城地方政府对公路进行改建和扩建，修建了县级公路、乡村公路和专用公路等不同等级的公路，至1992年，肥城市有干线公路4条、县道13条、乡道46条、乡村道路76条、专用道路4条。
改革开放之后，肥城市公路运输发展较快，1994年和1998年分别实现村村通路和村村通车。2001年，肥城市政府规划了“五纵五横”的路网，肥城市因而成为山东省第一个完成路网规划的县市。2002年，肥城共有公路达1285.5公里，主要公路桥梁8座，机动车9100余辆 。2009年，有轿车11600辆。至2016年年底，肥城市公路通车里程为2645.8公里，这一数值为14年前的两倍多，平均每平方公里有公路2.07条，每个行政村都通了柏油路。
| 等级 | 长度（公里） |
| 共计 | 2645.8       |
| 省道 | 157.8        |
| 县道 | 234.5        |
| 乡道 | 581.7        |
| 村道 | 1671.8       |

肥城市 341国道一條國道以及5条省级公路，在肥城市的五條省道中，泰肥一级路为一级公路，其他为二级公路。县级、乡镇级公路共有45条。现有公路格局即为2001年所规划的“五纵五横”。“五纵”自东向西为潮汶公路、济微公路、牛孙公路、湖王公路和肥梁公路；“五横”自北向南为老泰临公路、泰肥一级路、王边公路、泰东公路和孙汶公路，青兰高速建设、泰肥一级路西延等项目正在进行或筹备中。但至今肥城市境内尚无国道和高速公路。
肥城市货运主要以煤炭外运为主，共有营运性货车3946辆，多为私人掌控。客运有出租车、客车、城市公交等等，2016年，出租车和客运班车分别为402辆、331辆。城市公交方面，肥城市有286辆公交营运车辆、11条城市公交线路。公交线路长度共计162.5公里，客运量一千余万人。2016年开始，肥城市开始推行“城乡公交一体化”，2016年12月27日，肥城市区至王庄镇的公交线路开通，这是肥城市第一条第一条城乡公交线路。根据规划，原有的客运班车将逐渐退出经营，至2018年，原有的乡镇际客运线路将进行公交化改造，以此逐渐实现城乡交通均等化的目标。

#### 铁路
至2018年，肥城市境内仅有一条可用于客运的主要铁路，即京沪铁路泰肥支线。该铁路为盲端线路，起点位于湖屯镇，自西向东经过肥城市北部，肥城境内长25.39公里，在肥城、穆庄、湖屯设有车站，有十座桥梁。该铁路同时用于货运，长期以来用于肥城北部煤矿运输等工作。肥城市另有大量主要用于货运和其他用途的专用铁路，2002年这些专用铁路共有14条，总长度超过50公里。
根据计划，规划中的聊泰铁路将经过肥城市并在湖屯镇设置车站，若次计划得以顺利实施，则在2020年之前，肥城市将拥有两条客运铁路。

### 城市建设

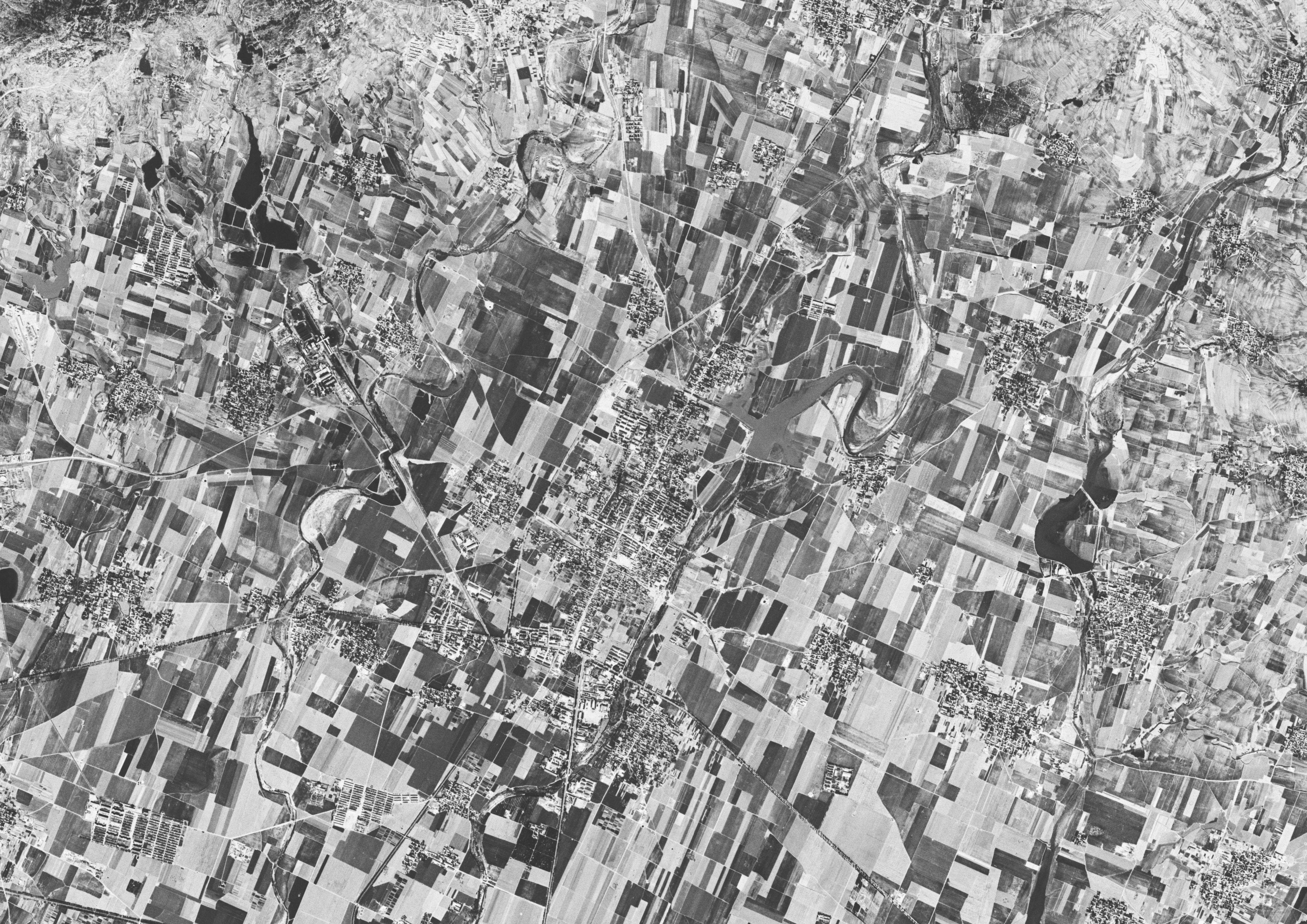
1971年肥城县城（老城）及周边地区的卫星地图

#### 老城

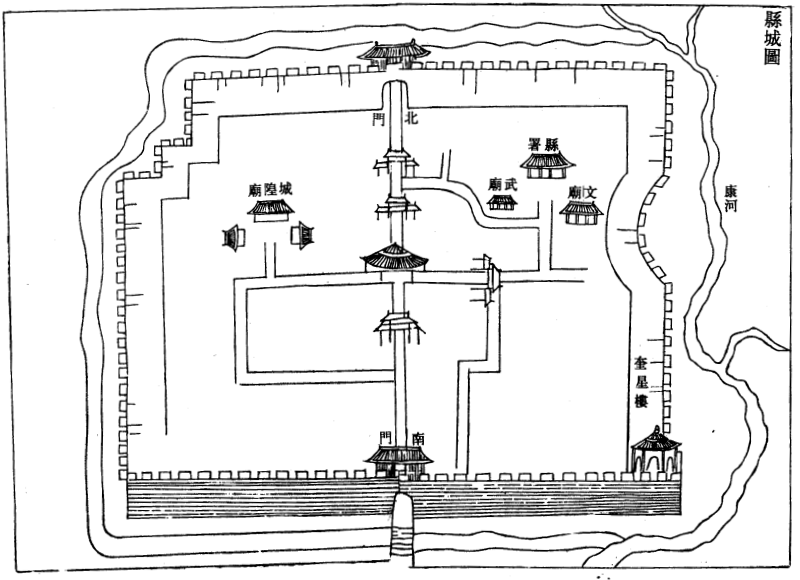
光绪《肥城县志》肥城縣城（即老城）圖

肥城老城区又名“卧虎城”，在今肥城市东北部老城街道，为老城街道机关驻地，也是19世纪八十年代之前的肥城经济、政治、文化中心。老城区始建于西汉，当时的老城区在今老城以西。唐代至金代，先后为济北郡、肥城郡、肥城县、辛寨镇驻地。元代，肥城县知县赵硅监修肥城城池，此城即为今天的老城。元代至清代，老城多次维修扩建。明末改土城为石城。老城只开南北两个门，石砌城墙高11米、厚10米，留有瓮城、垛口，城门为铁皮大门，城外还有护城河。在冷兵器时代，该城防御工事完备，城池坚固，易守难攻。抗日战争和解放战争期间，中国共产党军队为防止日本军队或国民党军队再次占据此城而对肥城老城城墙大部分进行了拆除扒毁。至1958年，老城城墙全部被拆除。老城城内原有文庙、武庙、城隍庙以及数座石牌坊，后在战争和文革中损毁。
中华人民共和国建国时，老城共有建筑用地0.399平方公里，居民3784人，仅占当时肥城总人口0.75%。此后老城规模逐渐扩大。至1976年年底，老城有建筑用地1.234平方公里，为建国时的三倍；居民17655人，为建国时的近五倍；公房建筑面积和民房建筑面积分别为25.91万平方米、4.1万平方米。但在1975年，为了开采老城下埋藏的大量煤矿，肥城县开始在原老城以南七公里仪阳公社西部兴建新城。1980年，肥城县党政机关迁往新城，老城则作为老城镇（今老城街道）驻地继续存在至今。

#### 新城
肥城市新城即今肥城市党政机关所在地，该城位于肥城盆地南部，新城东、西、南三面为石灰岩残丘，整体地形东南高西北低。城区主要位于新城街道和王瓜店街道。新城使用传统的井字状布局，2002年时有20多条街道，共长40多公里。城内建有体育场、工人文化宫、公共图书馆等各类文体设施。2016年，城区绿化面积为1473万平方米，人均公园绿地面积19.5平方米。
1958年杨庄煤矿建立后，杨庄煤矿的开发与肥城县老县城的拓展存在尖锐的矛盾，老县城自此开始面临搬迁问题。负责搬迁的“肥城县县城搬迁领导小组”曾提出过四种方案，在“以粮为纲、备战备荒”的背景下最终选择了最后一种方案。1980年，肥城县城由老城迁往新城，此后新城快速发展，至1987年，肥城新县城已经全面取代老城成为肥城市政治、经济、文化、交通中心。此后随着中国改革开放，大量人口涌入城市，肥城新城人口和面积迅速扩大。2002年，新城建成区达18.3平方公里，人口15万；2009年建成区26.56平方公里，居民18.2万人。至2016年，肥城市市区建成面积已经达44.3平方公里，人口20万余人。

## 旅游
肥城市较为著名的自然景观有牛山国家森林公园、夹子山和桃花园景区等。牛山和夹子山位于北部山区，其中牛山国家森林公园为中国3A级森林公园，拥有牛山、穆阁寨和陶山三处景区，共计有77处景点。夹子山景区位于肥城东北部，齐长城遗址即位于其境内。位于中部山区的桃花园景区为肥城市主要的桃文化景区，其桃树连续种植面积达到10万亩，在2000年被认证为世界最大桃园。桃花源景区包括白云山、马尾山等数个山峰，除桃林外，景区内有众多的人文景观和完善的旅游设施。如今肥城市通过举办桃花节、金秋品桃节等推动桃文化旅游并获得较好的效果。肥城市境内还有康王河国家湿地公园、上庄炉水库湿地公园、云蒙山市级森林公园、望鲁山、布金山、宝金山等自然景观。

## 友好城市
| 地区     | 所属城市                 | 类型     | 缔结时间      |
| -------- | ------------------------ | -------- | ------------- |
| 麦盖提县 | 新疆维吾尔自治区喀什地区 | 友好县市 | 2004年11月3日 |
| 北区     | 韩国蔚山广域市           | 友好城市 | 2015年4月8日  |
| 笛吹市   | 日本山梨县               | 友好城市 | 1994年6月2日  |

## 著名人物
据传，肥城市衡鱼村为左丘明的故乡，商圣范蠡或隐居于此。“明天系”掌门人萧建华、书法家欧阳中石都出生于肥城。肥城的著名人物还有清代政治人物尹肇松、张兴留、田纪云、阴法舜、阴法唐、曲格平、乔学亭，中国工程院院士陈予恕等。此外，演员赵丹的祖籍地也在肥城，以及演员白客。。

### 引用
1. 1 2 3  . 肥城市人民政府.   [2018-07-31]. （原始内容存档于2017-08-25）.
2. 1 2  . www.feicheng.gov.cn. 中国肥城. 2018-01-12  [2018-08-05]. （原始内容存档于2017-12-02）.
3. ↑  . 肥城市人民政府.   [2019-08-05]. （原始内容存档于2022-08-13）.
4. ↑  国务院第七次全国人口普查领导小组办公室. . 北京市: 中国统计出版社. 2022-07. ISBN 978-7-5037-9772-9. Wikidata Q130368174 （中文）.
5. 1 2  钱曾怡.  第一版. 济南: 齐鲁书社. 2010-11. ISBN 9787533324537. OCLC 706017697.
6. 1 2 3 4 5 6 7  山东省肥城县史志编纂委员会. .   [2018-08-03]. （原始内容存档于2018-12-16）.
7. 1 2 3 4 5 6 7 8 9 10 11 12 13  肥城市地方史志编纂委员会. . 山东省省情资料库.   [2018-08-03]. （原始内容存档于2018-12-16）.
8. ↑  肥城市人民政府办公室. . 通知公告. 肥城市政务服务中心.   [2018-08-21]. （原始内容存档于2018-12-16）.
9. 1 2 3 4 5  山东省地方史志办公室. . 山东省省情资料库.   [2018-08-19]. （原始内容存档于2018-08-19）.
10. 1 2 3  肥城市人民政府. . www.feicheng.gov.cn.   [2018-07-31]. （原始内容存档于2017-12-02）.
11. 1 2 3 4  山东省测绘局.《山东省地图册》，第37页 泰安市区和肥城县地图
12. ↑  . 泰山网. 2017-09-26  [2018-08-27]. （原始内容存档于2018-08-27）.
13. ↑  .   [2016-01-03]. （原始内容存档于2016-01-26）.
14. ↑  泰安市广播电视台. . taian.dzwww.com. 泰安大众网. 2018-12-06  [2019-01-15]. （原始内容存档于2019-01-15）.
15. ↑  . www.sd.chinanews.com.cn. 中新网山东新闻. 2015-08-20  [2018-08-26]. （原始内容存档于2018-08-27）.
16. ↑  . 中国新闻网. 2011-04-13  [2018-08-26]. （原始内容存档于2018-08-27）.
17. ↑  中国日报山东记者站. . news.cntv.cn. 2011-03-26  [2018-08-26]. （原始内容存档于2018-08-27）.
18. ↑  . news.sina.com.cn.   [2018-08-26]. （原始内容存档于2018-02-12）.
19. ↑  肥城市史志编辑委员会. . 山东省省情资料库. （原始内容存档于2018-12-16）.
20. ↑  苑胜龙. 程兆奎. 徐基. . 考古. 2006, (4): 3-11  [2018-08-03]. （原始内容存档于2018-08-03）.
21. 1 2 3 4 5 6 7 8  山东省测绘局.《山东省地图册》，第37页夹页 肥城县简介
22. ↑  肥城市史志编辑委员会. . （原始内容存档于2018-12-16）.
23. ↑  肥城市史志编辑委员会. . （原始内容存档于2018-08-03）.
24. ↑  肥城市史志编辑委员会. . 山东省省情资料库. （原始内容存档于2018-08-03）.
25. ↑  肥城市史志编辑委员会. . 山东省省情资料库. （原始内容存档于2018-08-03）.
26. ↑  《春秋左氏傳 莊公十三年》：“夏，齊人滅遂而戍之。”
27. ↑  . www.qulishi.com.   [2018-07-09]. （原始内容存档于2018-12-16）.
28. ↑  《左传·庄公十七年》：“夏，遂因氏、颌氏、工娄氏、须遂氏飨齐戍，醉而杀之，齐人歼焉。”
29. ↑  . www.tasqw.cn. 2014-12-01  [2018-07-09]. （原始内容存档于2018-07-09）.
30. 1 2 3  山东省肥城县史志编纂委员会. . 山东省省情资料库.   [2018-08-03]. （原始内容存档于2018-12-16）.
31. ↑  . sdfc.wenming.cn. 肥城文明网. 2015-05-28  [2018-08-04]. （原始内容存档于2018-12-16）.
32. 1 2 3 4 5  东平县民政局.《东平县民政志》，第二章-行政区划 附录 东平历史地图及行政区划图
33. ↑  东平县地名委员会办公室. 《东平县地图册》，历史地图
34. ↑  《肥城乡土志·卷二-历史·秦汉以降所属郡县之名》：“自秦易封建为郡县，分兖、青、徐三地为齐郡而境属焉。”
35. ↑  《魏书·地形志》：“济州、东济州郡，孝昌三年置，领县三：肥城，前汉属泰山郡，后汉属济北。晋罢，后复属，治肥城。”
36. ↑  《肥城乡土志·卷二 历史·秦汉以降所属郡县之名》：“漢興始置肥城（《漢書》作“肥成”），而蛇邱縣（《漢書》作“虵邱”，《山東通志》：在泰安肥城接壤處）兼治肥之南境，皆属泰安郡於兗州。”
37. 1 2 3 4 5  . fcsq.feicheng.gov.cn.   [2018-08-03]. （原始内容存档于2018-08-03）.
38. ↑  《隋书·地理志》：“兖州。济北郡。肥城，宋置济北郡，后齐废，后周置肥城郡。”
39. ↑  《隋书·地理志》：“……后周置肥城郡，寻废，又复，开皇初又废。”
40. ↑  《新唐书·地理志》：“兖州鲁郡，上都督府，县十……乾封，上。本博城。武德五年以博城、梁父、嬴，置东泰州并置肥城，岱二县”
41. ↑  《新唐书·地理志》：“贞观元年废州，省梁父、嬴、肥城、岱入博城。”
42. ↑  《新唐书·地理志》：“乾封元年更名乾封，总章元年又曰博城，神龙元年复曰乾封。”
43. 1 2  《肥城县志·建置志·城池》:“土城创始无考，元监抹汉重筑。”
44. ↑  . www.dzwww.com. 生活日报. 2016-10-18  [2018-08-03]. （原始内容存档于2018-08-03） （中文（中国大陆））.
45. 1 2  李雪莲. . 湘潭大学.   [2018-08-04]. （原始内容存档于2018-08-04）.
46. 1 2 3  肥城市地方史志编纂委员会. . 山东省省情资料库.   [2018-08-03]. （原始内容存档于2012-09-21）.
47. 1 2  . fcsq.feicheng.gov.cn. 2017-03-07  [2018-08-03]. （原始内容存档于2018-08-03）.
48. 1 2 3 4 5 6  肥城市地方史志办公室. . 山东省省情资料库.   [2018-08-03]. （原始内容存档于2018-08-03）.
49. 1 2 3 4 5 6 7 8  山东省肥城县史志编纂委员会. . 山东省省情资料库.   [2018-08-03]. （原始内容存档于2018-08-03）.
50. 1 2  . sdfc.wenming.cn. 肥城文明网. 2015-08-04  [2018-08-04]. （原始内容存档于2018-08-04）.
51. ↑  山东省地方史志办公室. . www.sdsqw.cn. 山东省情网. 2015-10-19  [2018-08-03]. （原始内容存档于2018-12-16）.
52. 1 2 3  . fcsq.feicheng.gov.cn. 2014-07-21  [2018-08-03]. （原始内容存档于2018-08-03）.
53. ↑  . sdfc.wenming.cn. 肥城文明网. 2015-08-04  [2018-08-04]. （原始内容存档于2018-08-04）.
54. ↑  . sdfc.wenming.cn. 肥城文明网. 2015-08-04  [2018-08-04]. （原始内容存档于2018-08-04）.
55. ↑  肥城市人民政府. . www.feicheng.gov.cn. 2013-08-05  [2018-08-22]. （原始内容存档于2016-08-08）.
56. ↑  . v.iqilu.com. 山东电视台影视频道. 2015-07-27  [2018-08-04]. （原始内容存档于2015-09-19）.
57. ↑  . 肥城市矿区教育办公室.
58. ↑  . 2013-08-05  [2016-06-15]. （原始内容存档于2016-08-08）.
59. ↑  . sdfc.wenming.cn. 肥城文明网. 2015-08-04  [2018-08-04]. （原始内容存档于2018-08-04）.
60. ↑  . sdfc.wenming.cn. 2015-08-21  [2018-08-03]. （原始内容存档于2018-08-03）.
61. ↑  新华网. . pic.people.com.cn. 人民网图片频道. 2014-08-20  [2019-01-15]. （原始内容存档于2019-01-15）.
62. ↑  . sdfc.wenming.cn. 肥城文明网. 2015-08-04  [2018-08-04]. （原始内容存档于2018-08-04）.
63. ↑  . sdfc.wenming.cn. 肥城文明网. 2015-08-04  [2018-08-04]. （原始内容存档于2018-08-04）.
64. ↑  贺亚林. . jining.dzwww.com.   [2018-08-04]. （原始内容存档于2018-08-04）.
65. 1 2  政协肥城市委员会; 杜尊春. 《肥城抗战记忆》
66. ↑  肥城市地方史志办公室. . 山东省省情资料库.   [2018-08-15]. （原始内容存档于2018-08-15）.
67. 1 2 3 4 5 6 7 8 9  山东省肥城县史志编纂委员会. . 山东省省情资料库.   [2018-08-03]. （原始内容存档于2018-08-03）.
68. 1 2 3 4  . fcsq.feicheng.gov.cn. 2014-07-21  [2018-08-03]. （原始内容存档于2017-11-27）.
69. 1 2 3  肥城市地方史志编纂委员会办公室. . 山东省省情资料库.   [2018-08-22]. （原始内容存档于2018-08-22）.
70. 1 2 3 4 5 6 7  山东省肥城县史志编纂委员会. . 山东省省情资料库.   [2018-08-22]. （原始内容存档于2018-08-05）.
71. ↑  国务院. . 中华人民共和国国务院公报. 1992, (23)  [2018-08-05]. （原始内容存档于2018-08-05）.
72. 1 2  山东省肥城县史志编纂委员会. . 山东省省情资料库.   [2018-08-03]. （原始内容存档于2018-08-03）.
73. ↑  肥城市地方史志办公室. . 山东省省情资料库.   [2019-02-11]. （原始内容存档于2019-02-12）.
74. ↑  肥城市地方史志编纂委员会. . 山东省省情资料库.   [2018-08-06]. （原始内容存档于2018-08-06）.
75. ↑  . www.feicheng.gov.cn. 2018-01-12  [2018-08-05]. （原始内容存档于2018-08-05）.
76. ↑  肥城市地方史志编纂委员会办公室. . 山东省省情资料库.   [2018-08-12]. （原始内容存档于2018-08-12）.
77. ↑  肥城市地方史志编纂委员会. . 山东省省情资料库.   [2018-08-06]. （原始内容存档于2018-08-06）.
78. ↑  . www.feicheng.gov.cn.   [2018-08-06]. （原始内容存档于2018-08-06）.
79. ↑  . www.feicheng.gov.cn.   [2018-08-06]. （原始内容存档于2018-08-06）.
80. ↑  泰安市纪委监委网站. . www.tajjjc.gov.cn. 2018-01-19  [2018-08-05]. （原始内容存档于2018-08-05）.
81. 1 2 3 4  肥城市地方史志办公室. . （原始内容存档于2019-01-13）.
82. ↑  . www.feicheng.gov.cn. 中国肥城. 2017-01-22  [2018-08-05]. （原始内容存档于2018-08-05）.
83. ↑  . www.feicheng.gov.cn.   [2022-07-07]. （原始内容存档于2022-07-09）.
84. ↑  . www.feicheng.gov.cn. 中国肥城. 2017-01-22  [2018-08-05]. （原始内容存档于2014-08-28）.
85. ↑  . www.taian.gov.cn. 泰安市人民政府门户网站. 2018-01-19  [2018-08-05]. （原始内容存档于2018-08-05）.
86. ↑  . mini.eastday.com. ZAKER泰安. 2018-01-20  [2018-08-05]. （原始内容存档于2018-08-05） （中文（中国大陆））.
87. ↑  肥城市政府办公室. . info.taian.gov.cn. 2018-05-16  [2018-08-06]. （原始内容存档于2018-08-06）.
88. ↑  . www.feicheng.gov.cn. 中国肥城. 2017-01-17  [2018-08-05]. （原始内容存档于2018-08-05）.
89. 1 2  中华泰山网. . www.taian.gov.cn. 泰安市人民政府门户网站. 2017-01-26  [2018-08-05]. （原始内容存档于2018-08-05）.
90. ↑  . taian.dzwww.com. 泰安日报. 2017-02-28  [2018-08-06]. （原始内容存档于2018-08-06） （中文（中国大陆））.
91. ↑  肥城市人民政府. . feicheng.gov.cn. 2016-01-23  [2018-08-25]. （原始内容存档于2018-08-25） （英语）.
92. ↑  . 中国·国家地名信息库.
93. 1 2  肥城市人民政府. . www.feicheng.gov.cn.   [2018-08-02]. （原始内容存档于2017-12-02）.
94. ↑  中国国家统计局. . www.stats.gov.cn. 2018  [2018-08-01]. （原始内容存档于2018-08-03）.
95. ↑  《中国人口普查分乡、镇、街道资料》, 表15
96. 1 2  肥城市人民政府. . www.feicheng.gov.cn.   [2018-08-01]. （原始内容存档于2017-12-02）.
97. ↑  肥城市地方史志办公室. .   [2018-08-02]. （原始内容存档于2018-08-02）.
98. ↑  . 肥城市人民政府.   [2019-08-03]. （原始内容存档于2022-08-13）.
99. 1 2  肥城市地方史志办公室. .   [2018-08-02]. （原始内容存档于2018-08-02）.
100. 1 2  肥城市人民政府. . www.feicheng.gov.cn.   [2018-08-03]. （原始内容存档于2014-04-20）.
101. ↑  肥城市地方史志办公室. .   [2018-08-03]. （原始内容存档于2018-12-16）.
102. ↑  肥城市人民政府. . www.feicheng.gov.cn.   [2018-08-03]. （原始内容存档于2014-04-20）.
103. ↑  肥城市人民政府. . www.feicheng.gov.cn.   [2018-08-03]. （原始内容存档于2014-04-20）.
104. ↑  肥城市地方史志办公室. .   [2018-08-03]. （原始内容存档于2019-06-15）.
105. ↑  肥城市地方史志办公室. .   [2018-08-03]. （原始内容存档于2019-06-16）.
106. ↑  肥城市人民政府. . www.feicheng.gov.cn.   [2018-08-03]. （原始内容存档于2014-04-20）.
107. ↑  肥城市地方史志办公室. .   [2018-08-03]. （原始内容存档于2019-06-16）.
108. ↑  肥城市人民政府. . www.feicheng.gov.cn.   [2018-08-03]. （原始内容存档于2014-04-20）.
109. ↑  肥城市地方史志办公室. .   [2018-08-03]. （原始内容存档于2018-12-16）.
110. ↑  肥城市人民政府. . www.feicheng.gov.cn.   [2018-08-03]. （原始内容存档于2014-04-20）.
111. ↑  肥城市地方史志办公室. .   [2018-08-03]. （原始内容存档于2019-06-11）.
112. ↑  肥城市人民政府. . www.feicheng.gov.cn.   [2018-08-03]. （原始内容存档于2017-12-02）.
113. ↑  肥城市地方史志办公室. .   [2018-08-02]. （原始内容存档于2018-08-02）.
114. ↑  肥城市人民政府. . www.feicheng.gov.cn.   [2018-08-03]. （原始内容存档于2014-04-20）.
115. ↑  肥城市地方史志办公室. .   [2018-08-03]. （原始内容存档于2019-06-06）.
116. ↑  肥城市人民政府. . www.feicheng.gov.cn.   [2018-08-03]. （原始内容存档于2014-04-20）.
117. ↑  肥城市地方史志办公室. .   [2018-08-03]. （原始内容存档于2018-12-16）.
118. ↑  肥城市人民政府. . www.feicheng.gov.cn.   [2018-08-03]. （原始内容存档于2014-04-20）.
119. ↑  肥城市地方史志办公室. .   [2018-08-03]. （原始内容存档于2019-06-05）.
120. ↑  肥城市人民政府. . www.feicheng.gov.cn.   [2018-08-03]. （原始内容存档于2017-12-02）.
121. ↑  肥城市地方史志办公室. .   [2018-08-03]. （原始内容存档于2019-06-09）.
122. ↑  肥城市人民政府. . www.feicheng.gov.cn.   [2018-08-03]. （原始内容存档于2014-04-20）.
123. ↑  肥城市地方史志办公室. .   [2018-08-02]. （原始内容存档于2018-08-02）.
124. ↑  肥城市人民政府. . www.feicheng.gov.cn.   [2018-08-03]. （原始内容存档于2014-04-20）.
125. ↑  《肥城乡土志·卷十七 地理》：“縣治在省城南一百六十里，在府城正西九十里。东至泰安县界二十五里，西至平阴县界四十五里，南至泰安县界六十里，北至长清县界二十里，东南至泰安县界五十里，东北至长清县界六十里，西北至茌平县界九十里，西南至东平州界六十里。东西广七十里，南北袤八十里。本境分四乡、三十三社、四百七十九村庄。”
126. 1 2 3 4 5  肥城市人民政府. . www.feicheng.gov.cn.   [2018-08-01]. （原始内容存档于2018-07-20）.
127. ↑  泰安市地方史志编纂委员会. 《泰安市志（1985—2002）》，泰安市行政区划变动情况
128. ↑  肥城市地方史志办公室. . 山东省省情资料库.   [2018-08-07]. （原始内容存档于2018-08-07）.
129. ↑  肥城市地方史志办公室. . 山东省省情资料库.   [2018-08-07]. （原始内容存档于2018-08-07）.
130. ↑  肥城市地方史志办公室. . 山东省省情资料库.   [2018-08-07]. （原始内容存档于2018-12-16）.
131. ↑  泰安市人民政府. . www.taian.gov.cn. 泰安市人民政府门户网站. 2016-01-01  [2018-08-07]. （原始内容存档于2018-08-07）.
132. ↑  高翔. . taian.iqilu.com. 齐鲁网. 2016-01-25  [2018-08-07]. （原始内容存档于2018-08-07）.
133. 1 2 3 4 5 6  . www.feicheng.gov.cn. 2017-09-18  [2018-08-06]. （原始内容存档于2018-05-05）.
134. 1 2  山东省肥城县史志编纂委员会. .   [2018-08-03]. （原始内容存档于2018-08-02）.
135. 1 2 3  肥城市地方史志办公室. .   [2018-08-07]. （原始内容存档于2018-08-07）.
136. 1 2  肥城市地方史志编纂委员会办公室. .   [2018-08-01]. （原始内容存档于2018-08-01）.
137. ↑  肥城市地方史志编纂委员会办公室. .   [2018-08-01]. （原始内容存档于2018-08-01）.
138. ↑  肥城市地方史志编纂委员会办公室. .   [2018-08-01]. （原始内容存档于2018-08-01）.
139. ↑  肥城市国土资源局. .   [2018-08-22]. （原始内容存档于2018-08-16）.
140. 1 2 3  肥城市地方史志编纂委员会. .   [2018-08-03]. （原始内容存档于2018-08-03）.
141. 1 2 3 4  肥城市地方史志编纂委员会办公室. .   [2018-08-01]. （原始内容存档于2018-08-01）.
142. 1 2  山东省肥城县史志编纂委员会. .   [2018-08-03]. （原始内容存档于2018-08-03）.
143. 1 2 3 4  肥城市地方史志办公室. .   [2018-08-03]. （原始内容存档于2018-08-03）.
144. ↑  肥城市地方史志办公室. .   [2018-08-03]. （原始内容存档于2018-08-03）.
145. ↑  山东省肥城县史志编纂委员会. .   [2018-08-01]. （原始内容存档于2018-08-01）.
146. ↑  肥城市地方史志编纂委员会. .   [2018-08-03]. （原始内容存档于2018-08-03）.
147. ↑  肥城市地方史志编纂委员会办公室. .   [2018-08-11]. （原始内容存档于2018-08-11）.
148. ↑  肥城市地方史志编纂委员会办公室. .   [2018-08-11]. （原始内容存档于2018-08-11）.
149. ↑  山东省肥城县史志编纂委员会. .   [2018-08-03]. （原始内容存档于2018-08-03）.
150. 1 2  肥城市地方史志编纂委员会办公室. .   [2018-08-01]. （原始内容存档于2018-08-01）.
151. ↑  肥城市地方史志编纂委员会. .   [2018-08-03]. （原始内容存档于2018-08-03）.
152. ↑  肥城市地方史志编纂委员会. .   [2018-08-01]. （原始内容存档于2018-08-01）.
153. 1 2  肥城市地方史志编纂委员会. . 山东省省情资料库.   [2018-08-03]. （原始内容存档于2018-08-03）.
154. 1 2  肥城市地方史志编纂委员会办公室. . 山东省省情资料库.   [2018-08-17]. （原始内容存档于2018-08-08）.
155. 1 2  肥城市地方史志编纂委员会办公室. . 山东省省情资料库.   [2018-08-21]. （原始内容存档于2012-09-21）.
156. ↑  山东省肥城县史志编纂委员会. .   [2018-08-03]. （原始内容存档于2018-08-03）.
157. ↑  肥城市地方史志编纂委员会办公室. .   [2018-08-01]. （原始内容存档于2018-08-08）.
158. ↑  肥城市地方史志编纂委员会. .   [2018-08-02]. （原始内容存档于2018-08-02）.
159. ↑  . sdfcco.forestry.gov.cn. 肥城市林业局. 2014-11-27  [2018-08-31]. （原始内容存档于2018-08-31）.
160. ↑  肥城市人民政府. . www.feicheng.gov.cn. 2013-08-02  [2018-08-22]. （原始内容存档于2018-08-22）.
161. ↑  肥城市地方史志编纂委员会办公室. .   [2018-08-01]. （原始内容存档于2018-08-08）.
162. ↑  肥城市地方史志编纂委员会办公室. .   [2018-08-01]. （原始内容存档于2018-08-08）.
163. ↑  肥城市人民政府. . www.feicheng.gov.cn. 2013-08-02  [2018-08-22]. （原始内容存档于2018-08-22）.
164. ↑  肥城市地方史志编纂委员会办公室. .   [2018-08-01]. （原始内容存档于2018-08-08）.
165. ↑  山东省泰安市地方志编纂委员会. . 山东省省情资料库.   [2018-08-15]. （原始内容存档于2018-08-15）.
166. ↑  肥城市地方史志编纂委员会办公室. .   [2018-08-01]. （原始内容存档于2018-08-08）.
167. ↑  肥城市地方史志编纂委员会办公室. .   [2018-08-01]. （原始内容存档于2018-08-08）.
168. 1 2  肥城市地方史志编纂委员会办公室. . 山东省省情资料库.   [2018-08-11]. （原始内容存档于2018-08-08）.
169. ↑  . taian.sdnews.com.cn. 鲁网. 2018-07-20  [2018-08-08]. （原始内容存档于2018-08-08）.
170. ↑  肥城市地方史志编纂委员会办公室. .   [2018-08-11]. （原始内容存档于2018-08-11）.
171. 1 2  . www.sd.xinhuanet.com. 新华网山东频道. 2018-11-07  [2019-01-15]. （原始内容存档于2019-01-15）.
172. ↑  肥城市地方史志编纂委员会办公室. .   [2018-08-11]. （原始内容存档于2018-08-11）.
173. ↑  肥城市地方史志编纂委员会办公室. .   [2018-08-11]. （原始内容存档于2018-08-08）.
174. ↑  肥城市地方史志编纂委员会办公室. .   [2018-08-01]. （原始内容存档于2018-08-08）.
175. 1 2 3  .   [2018-07-28]. （原始内容存档于2017-07-14）.
176. 1 2 3 4  肥城市地方史志编纂委员会办公室. .   [2018-08-01]. （原始内容存档于2018-08-01）.
177. 1 2  . lishi.tianqi.com. 天气网. 2018-07  [2018-08-07]. （原始内容存档于2018-02-18）.
178. ↑  . www.weatherbase.com. Weatherbase.   [2018-11-27]. （原始内容存档于2019-01-15）.
179. 1 2 3  肥城市地方史志编纂委员会办公室. . 山东省省情资料库.   [2018-08-29]. （原始内容存档于2018-08-30）.
180. ↑  《肥城县乡土志·卷之八 物产·植物天然产》：“果：则羊枣、樱桃、柿、梨、柰、李、栗、山楂、核桃、石榴、银杏、葡萄、文官果，无花果皆为美品，惟桃最著名……杏亦俊物。”
181. ↑  《肥城县乡土志》：“瓜类：则曰冬、曰西、曰甜、曰王、曰菜、曰北不一其类，而王晋之甜瓜、米山之西瓜尤为特产焉。”
182. ↑  《肥城县乡土志》：“蔬类：则葫茄、葱、蒜、菠、芹、荽、苣、秦艽、芸豆、菜菔、蔓菁、金针诸常蔬无不有，而颜晚菘、虎门之赛川椒尤为特产，而为出境之大宗焉。”
183. ↑  肥城市地方史志编纂委员会办公室. . 山东省省情资料库.   [2018-08-31]. （原始内容存档于2018-08-31）.
184. ↑  《泰安年鉴》编辑部. . 山东省省情资料库.   [2018-08-31]. （原始内容存档于2018-08-31）.
185. ↑  《肥城县乡土志·卷之八 物产·动物天然产》：“兽类：则马、牛、驴、骡、犬、羊、豕、猫、鼠、鼬、狐、兔、狸、獾、索驼，豺狼皆恒有之。每春夏之交，狼实为村民害，则以近山之故也。”
186. ↑  肥城市人民政府. . 山东省省情资料库.   [2018-08-31]. （原始内容存档于2018-08-31）.
187. ↑  . news.ifeng.com. 大众网. 2017-08-22  [2018-08-31]. （原始内容存档于2017-08-22）.
188. ↑  大众日报数字报. . paper.dzwww.com.   [2018-08-31]. （原始内容存档于2018-08-31）.
189. ↑  泰安市润森农业科技有限公司. . 2018-08-15  [2018-08-31].[永久]
190. ↑  . news.sina.com.cn.   [2017-07-16]. （原始内容存档于2018-02-12）.
191. ↑  科技日报. . 中国农业网. 2018-08-09  [2018-08-31]. （原始内容存档于2018-08-31）.
192. ↑  . www.feicheng.gov.cn. 肥城市人民政府.   [2018-08-31]. （原始内容存档于2018-08-31）.
193. 1 2 3 4  肥城市人民政府. . www.feicheng.gov.cn.   [2018-08-01]. （原始内容存档于2017-08-25）.
194. 1 2  肥城市人民政府. . feicheng.gov.cn. 2016-01-20  [2018-08-25]. （原始内容存档于2018-08-25） （英语）.
195. ↑  肥城市地方史志编纂委员会办公室. . 山东省省情资料库.   [2018-08-29]. （原始内容存档于2018-08-29）.
196. ↑  . feicheng.gov.cn. 肥城市人民政府. 2016-01-23  [2018-08-31]. （原始内容存档于2018-08-31） （英语）.
197. 1 2  . news.163.com. 山东商报. 2011-03-25  [2018-08-30]. （原始内容存档于2018-08-30）.
198. ↑  山东省肥城县史志编纂委员会. . 山东省省情资料库.   [2018-08-01]. （原始内容存档于2018-08-01）.
199. ↑  山东省肥城县史志编纂委员会. . 山东省省情资料库.   [2018-08-03]. （原始内容存档于2018-08-02）.
200. ↑  肥城市地方史志编纂委员会. . 山东省省情资料库.   [2018-08-03]. （原始内容存档于2018-08-03）.
201. ↑  山东省肥城县史志编纂委员会. . 山东省省情资料库.   [2018-08-03]. （原始内容存档于2018-08-03）.
202. ↑  肥城市地方史志编纂委员会. . 山东省省情资料库.   [2018-08-03]. （原始内容存档于2022-04-24）.
203. ↑  肥城市地方史志编纂委员会. . 山东省省情资料库.   [2018-08-01]. （原始内容存档于2018-08-02）.
204. ↑  肥城市地方史志编纂委员会. . 山东省省情资料库.   [2018-08-01]. （原始内容存档于2018-08-02）.
205. ↑  山东省肥城县史志编纂委员会. . 山东省省情资料库.   [2018-08-03]. （原始内容存档于2018-08-03）.
206. ↑  山东省肥城县史志编纂委员会. . 山东省省情资料库.   [2018-08-01]. （原始内容存档于2018-08-01）.
207. ↑  肥城市地方史志编纂委员会. . 山东省省情资料库.   [2018-08-01]. （原始内容存档于2018-08-02）.
208. ↑  山东省肥城县史志编纂委员会. . 山东省省情资料库.   [2018-08-03]. （原始内容存档于2018-08-03）.
209. ↑  肥城市地方史志编纂委员会办公室. . 山东省省情资料库.   [2018-08-03]. （原始内容存档于2018-08-03）.
210. ↑  肥城市地方史志编纂委员会. . 山东省省情资料库.   [2018-08-01]. （原始内容存档于2018-08-02）.
211. ↑  山东省肥城县史志编纂委员会. . 山东省省情资料库.   [2018-08-03]. （原始内容存档于2018-08-03）.
212. 1 2  肥城市财政志编纂委员会; 肥城市地方史志办公室.《肥城市财政志》，第13-15页
213. 1 2  山东省地方史志办公室. . 山东省省情资料库.   [2018-08-19]. （原始内容存档于2018-08-19）.
214. ↑  肥城市地方史志办公室. . 山东省省情资料库.   [2018-08-25]. （原始内容存档于2018-08-25）.
215. 1 2  殷锡瑞. . cn.chinagate.cn. 齐鲁晚报. 2018-03-02  [2018-08-01]. （原始内容存档于2018-08-01）.
216. 1 2 3 4 5  肥城市财政局.  (PDF). 肥城市十八届人民代表大会二次会议文件. 2018年1月17日  [2018-08-20]. （原始内容 (PDF)存档于2018年8月20日）.
217. 1 2 3 4 5 6  山东省统计局. . 中国统计出版社. 2017  [2018-08-20]. （原始内容存档于2018-08-20）.
218. ↑  肥城市人民政府. . www.feicheng.gov.cn.   [2018-08-25]. （原始内容存档于2017-12-02）.
219. 1 2 3 4  肥城市地方史志办公室. . 山东省省情资料库.   [2018-08-23]. （原始内容存档于2018-08-23）.
220. 1 2  肥城市地方史志办公室. . 山东省省情资料库.   [2018-08-23]. （原始内容存档于2018-08-23）.
221. ↑  马翠华. . 新华网山东频道. 齐鲁晚报. 2018-06-21  [2018-08-23]. （原始内容存档于2018-08-23）.
222. ↑  刘涛. . paper.dzwww.com. 大众日报. 2018-06-01  [2018-08-23]. （原始内容存档于2018-08-23）.
223. 1 2 3  肥城市地方史志编纂委员会. . 山东省省情资料库.   [2018-08-24]. （原始内容存档于2018-08-24）.
224. ↑  肥城市地方史志编纂委员会. . 山东省省情资料库.   [2018-08-24]. （原始内容存档于2018-08-24）.
225. ↑  肥城市地方史志办公室. . 山东省省情资料库.   [2018-08-23]. （原始内容存档于2018-08-23）.
226. ↑  肥城市地方史志办公室. . 山东省省情资料库.   [2018-08-23]. （原始内容存档于2018-08-23）.
227. ↑  肥城市地方史志编纂委员会. . 山东省省情资料库.   [2018-08-23]. （原始内容存档于2018-08-23）.
228. ↑  《肥城县乡土志·卷之八 物产·矿物天然产》：“五金煤炭向无勘验者，亦无开采者。惟炼石以灰以供本境修葺之用。”
229. ↑  《肥城县乡土志·卷之八 物产·矿物天然产》：“而罗家窑等村之搏烧土为瓦器者……皆为出境之大宗焉。”
230. 1 2 3  肥城市地方史志编纂委员会办公室. . 山东省省情资料库.   [2018-08-25]. （原始内容存档于2018-08-26）.
231. ↑  肥城市地方史志编纂委员会. . 山东省省情资料库.   [2018-09-03]. （原始内容存档于2018-09-03）.
232. 1 2  肥城市地方史志编纂委员会. . 山东省省情资料库.   [2018-09-03]. （原始内容存档于2018-09-03）.
233. ↑  肥城市地方史志编纂委员会. . 山东省省情资料库.   [2018-09-03]. （原始内容存档于2018-09-03）.
234. 1 2  肥城市地方史志编纂委员会. . 山东省省情资料库.   [2018-09-03]. （原始内容存档于2018-09-03）.
235. ↑  肥城市地方史志编纂委员会. . 山东省省情资料库.   [2018-09-03]. （原始内容存档于2018-09-03）.
236. ↑  纪宗玉. . 齐鲁网泰安. 2016-09-29  [2019-02-11]. （原始内容存档于2017-03-19）.
237. ↑  . 齐鲁网泰安. 2016-08-11  [2019-02-11]. （原始内容存档于2019-02-11）.
238. ↑  肥城市地方史志办公室. . 山东省省情资料库.   [2019-02-11]. （原始内容存档于2019-02-11）.
239. ↑  肥城市地方史志办公室. . 山东省省情资料库.   [2019-02-11]. （原始内容存档于2019-02-11）.
240. ↑  . 齐鲁网泰安. 2016-06-23  [2019-02-11]. （原始内容存档于2019-02-11）.
241. ↑  肥城市人民政府. . www.feicheng.gov.cn.   [2019-02-11]. （原始内容存档于2018-12-01）.
242. ↑  纪宗玉. . 齐鲁网泰安. 2016-10-09  [2019-02-11]. （原始内容存档于2019-02-11）.
243. 1 2  肥城市地方史志办公室. . 山东省省情资料库.   [2018-08-25]. （原始内容存档于2019-02-11）.
244. ↑  肥城市地方史志办公室. . 山东省省情资料库.   [2018-08-26]. （原始内容存档于2019-02-11）.
245. ↑  肥城市人民政府. .   [2019-02-11]. （原始内容存档于2018-11-29）.
246. ↑  肥城市地方史志办公室. . 山东省省情资料库.   [2018-08-26]. （原始内容存档于2019-02-11）.
247. ↑  肥城市地方史志办公室. . 山东省省情资料库.   [2019-02-11]. （原始内容存档于2019-02-11）.
248. ↑  肥城市地方史志办公室. . 山东省省情资料库.   [2019-02-11]. （原始内容存档于2019-02-11）.
249. ↑  肥城市地方史志办公室. . 山东省省情资料库.   [2018-08-26]. （原始内容存档于2019-02-11）.
250. ↑  肥城市地方史志办公室. . 山东省省情资料库.   [2019-02-11]. （原始内容存档于2019-02-11）.
251. ↑  肥城市地方史志办公室. . 山东省省情资料库.   [2018-08-26]. （原始内容存档于2019-02-11）.
252. ↑  肥城市地方史志办公室. . 山东省省情资料库.   [2018-08-26]. （原始内容存档于2019-02-11）.
253. ↑  肥城市地方史志办公室. . 山东省省情资料库.   [2019-02-11]. （原始内容存档于2019-02-11）.
254. ↑  肥城市地方史志办公室. . 山东省省情资料库.   [2018-08-26]. （原始内容存档于2019-02-11）.
255. ↑  肥城市地方史志办公室. . 山东省省情资料库.   [2018-08-26]. （原始内容存档于2019-02-11）.
256. ↑  肥城市地方史志办公室. . 山东省省情资料库.   [2019-02-11]. （原始内容存档于2019-02-11）.
257. ↑  肥城市地方史志办公室. . 山东省省情资料库.   [2019-02-11]. （原始内容存档于2019-02-11）.
258. ↑  《肥城县乡土志·卷十九-商务》：“总之，肥城地狭人稠，输出之品远不敌输入之品，近因鸦片减种，进款日绌。”
259. ↑  《肥城县乡土志·卷十九-商务》：“资本无多，赖纸币以周转，往往出纸币数万，而资本不过数千。偶一折阅，即行歇闭。商民因受其苦，而纸币遂成废纸。”
260. ↑  肥城市地方史志办公室. . 山东省省情资料库.   [2018-08-25]. （原始内容存档于2018-08-25）.
261. 1 2  肥城市地方史志办公室. . 山东省省情资料库.   [2018-08-25]. （原始内容存档于2018-08-25）.
262. ↑  纪宗玉. . taian.iqilu.com. 齐鲁网. 2016-11-26  [2018-08-27]. （原始内容存档于2018-08-27）.
263. 1 2  中国国务院人口普查办公室、中国国家统计局人口就业统计司等. . 统计年鉴分享平台: 表15 山东省乡、镇、街道人口. 2010  [2018-07-19]. （原始内容 (收费)存档于2018-07-19）.
264. 1 2 3  中华人民共和国统计局. . 2000. （原始内容存档于2012-04-07）.
265. 1 2 3  肥城市地方史志办公室. . 山东省省情资料库.   [2018-08-12]. （原始内容存档于2018-08-12）.
266. ↑  肥城市地方史志办公室. . 山东省省情资料库.   [2018-08-22]. （原始内容存档于2018-08-22）.
267. ↑  王坤. . wemedia.ifeng.com. 齐鲁晚报. 2018-07-04  [2018-08-11]. （原始内容存档于2018-08-12）.
268. ↑  《肥城县志·建置志·人丁》：““万历年间不分等，则人丁共二万九千四百五十九丁。自辛巳年以后连岁奇变，人民死徙十之八九。”
269. ↑  《肥城县志·建置志·人丁》：“至顺治四六等年，抚、按两院题明奉旨，除豁逃亡人丁二万一千四百六十八丁，实剩七千九百九十一丁。”
270. ↑  《肥城县志·建置志·人丁》：“见在新旧人丁一万四百一十二丁。”
271. 1 2  《肥城縣鄉土志·卷之六-人類·戶口》：“阖邑共一千一百二十五户，男共一十二万八千五百一十三口，女共一十三万一千三百零五口，男女合二十五万九千八百一十八口。”
272. 1 2 3 4 5  肥城市地方史志编纂委员会办公室. . 山东省省情资料库.   [2018-08-12]. （原始内容存档于2018-08-12）.
273. ↑  山东省泰安市地方志编纂委员会. . 山东省省情资料库.   [2018-08-15]. （原始内容存档于2018-08-15）.
274. ↑  山东省泰安市地方志编纂委员会. . 山东省省情资料库.   [2018-08-15]. （原始内容存档于2018-08-15）.
275. 1 2 3 4 5  肥城市地方史志编纂委员会. . 山东省省情资料库.   [2018-08-12]. （原始内容存档于2018-08-12）.
276. ↑  山东省肥城县人口普查办公室. . 1990-11.
277. ↑  肥城市地方史志编纂委员会办公室. . 山东省省情资料库.   [2018-08-12]. （原始内容存档于2018-08-12）.
278. ↑  肥城市地方史志办公室. . 山东省省情资料库.   [2018-08-12]. （原始内容存档于2018-08-12）.
279. ↑  肥城市人民政府. . 山东省省情资料库.   [2018-08-12]. （原始内容存档于2018-08-12）.
280. ↑  . news.cnhnb.com. 齐鲁壹点. 2016-07-22  [2018-08-11]. （原始内容存档于2018-08-12）.
281. ↑  . fcsq.feicheng.gov.cn. 肥城市市情网. 2017-03-07  [2018-08-11]. （原始内容存档于2018-08-12）.
282. ↑  肥城市地方史志办公室. . 山东省省情资料库.   [2018-08-12]. （原始内容存档于2018-08-12）.
283. 1 2  肥城市地方史志编纂委员会. . 山东省省情资料库.   [2018-08-12]. （原始内容存档于2018-08-12）.
284. ↑  肥城市人民政府. . 山东省省情资料库.   [2018-08-12]. （原始内容存档于2018-08-12）.
285. ↑  肥城市地方史志办公室. .   [2018-08-03]. （原始内容存档于2018-08-12）.
286. ↑  《肥城縣鄉土志·人類·類》：“肥城自古为腹地，无回番各种人，故不录。”
287. 1 2 3 4  云南民族大学人文学院. . 西江文艺. 2017, (08)  [2018-08-12]. （原始内容存档于2021-08-04）.
288. ↑  钱曾怡、高文达、张志静. . 方言. 1985, (4): 243-256  [2018-08-15]. （原始内容存档于2018-08-15）.
289. ↑  中国社会科学院语言研究所; 中国社会科学院民族学与人类学研究所; 香港城市大学语言资讯科学研究中学.  第二版. 商务印书馆. 2012-12. ISBN 9787100070546.
290. 1 2 3  钱曾怡, 曹志耘, 罗福腾. . 方言. 1991, (3): 182-187  [2018-08-15]. （原始内容存档于2018-08-15）.
291. 1 2  肥城市地方史志编纂委员会办公室. . 山东省省情资料库.   [2018-08-15]. （原始内容存档于2018-08-15）.
292. 1 2  肥城市地方史志办公室. . 山东省省情资料库.   [2018-08-15]. （原始内容存档于2018-08-15）.
293. ↑  肥城市地方史志编纂委员会. . 山东省省情资料库.   [2018-08-15]. （原始内容存档于2018-08-15）.
294. 1 2 3 4 5 6  肥城市地方史志办公室. . 山东省省情资料库.   [2018-08-15]. （原始内容存档于2018-08-15）.
295. 1 2 3  《肥城县乡土志·卷之六 人類·宗教》：“喇嘛教一百三十五人；天主教五百六十八人，教堂五处，法国人立；耶稣教一百零四人，教堂二处，英国人立一、美国人立一。”
296. ↑  《肥城县乡土志·卷之六 人類·宗教》：“肥城向无回教，而崇尚佛教者多，大抵皆粗俗无道行而未能深悉教中之宗㫖（此字同“旨”）。问其谁为黄教谁为红教，彼亦不能自为区别，统谓为喇嘛教云尔。”
297. ↑  肥城市地方史志编纂委员会. . 山东省省情资料库.   [2018-08-15]. （原始内容存档于2018-08-15）.
298. ↑  张方隆. . www.daoisms.org. 道教之音. 2018-01-02  [2018-08-16]. （原始内容存档于2018-08-16）.
299. ↑  肥城市地方史志编纂委员会. . 山东省省情资料库.   [2018-08-15]. （原始内容存档于2018-08-15）.
300. 1 2  肥城市地方史志编纂委员会. . 山东省省情资料库.   [2018-08-15]. （原始内容存档于2018-08-15）.
301. ↑  肥城市地方史志编纂委员会. . 山东省省情资料库.   [2018-08-15]. （原始内容存档于2018-08-15）.
302. ↑  肥城市人民政府. . www.feicheng.gov.cn. 2013-07-24  [2018-08-16]. （原始内容存档于2018-08-16）.
303. ↑  肥城市史志编辑委员会. . 山东省省情资料库.   [2018-09-01]. （原始内容存档于2018-09-01）.
304. 1 2  肥城市史志编辑委员会. . 山东省省情资料库.   [2018-09-01]. （原始内容存档于2018-09-01）.
305. ↑  肥城市史志编辑委员会. . 山东省省情资料库.   [2018-09-01]. （原始内容存档于2018-09-01）.
306. ↑  《肥城县志·风俗》：“六月六日，此日晴明，俗皆晒衣书等物，或蓄水日久不臭，用作曲。”
307. 1 2  肥城市史志编辑委员会. . 山东省省情资料库.   [2018-09-01]. （原始内容存档于2018-09-01）.
308. ↑  肥城市史志编辑委员会. . 山东省省情资料库.   [2018-09-01]. （原始内容存档于2018-09-01）.
309. ↑  . finance.ifeng.com. 中国新闻网. 2018-04-05  [2018-09-01]. （原始内容存档于2018-09-01）.
310. ↑  吕雅洁. . www.1545ts.com. 2018-08-19  [2018-09-01]. （原始内容存档于2018-09-01）.
311. ↑  肥城市史志编辑委员会. . 山东省省情资料库.   [2018-08-28]. （原始内容存档于2018-08-28）.
312. ↑  肥城市史志编辑委员会. . 山东省省情资料库.   [2018-08-28]. （原始内容存档于2018-08-28）.
313. ↑  肥城市史志编辑委员会. . 山东省省情资料库.   [2018-08-28]. （原始内容存档于2018-08-28）.
314. ↑  肥城市人民政府. . www.feicheng.gov.cn. 2012-09-03  [2018-09-01]. （原始内容存档于2018-09-01）.
315. ↑  肥城市史志编辑委员会. . 山东省省情资料库.   [2018-08-28]. （原始内容存档于2018-08-28）.
316. 1 2  . www.feicheng.gov.cn.   [2018-09-01]. （原始内容存档于2018-09-01）.
317. 1 2  山东省体育局. . sports.sdchina.com. 2014-08-06  [2018-08-30]. （原始内容存档于2018-08-30）.
318. ↑  肥城市史志编辑委员会. . 山东省省情资料库.   [2018-08-28]. （原始内容存档于2018-08-28）.
319. ↑  . www.feicheng.gov.cn. 2013-07-25  [2018-08-30]. （原始内容存档于2018-08-30）.
320. ↑  肥城市史志编辑委员会. . 山东省省情资料库.   [2018-08-28]. （原始内容存档于2018-08-28）.
321. ↑  赵伟. . taian.dzwww.com.   [2018-08-30]. （原始内容存档于2018-08-30） （中文（中国大陆））.
322. ↑  肥城市史志编辑委员会. . 山东省省情资料库.   [2018-08-28]. （原始内容存档于2018-08-28）.
323. ↑  肥城市史志编辑委员会. . 山东省省情资料库.   [2018-08-28]. （原始内容存档于2018-08-28）.
324. 1 2 3  肥城市人民政府. . www.feicheng.gov.cn. 2013-07-24  [2018-08-26]. （原始内容存档于2017-03-12）.
325. ↑  肥城市史志编辑委员会. . 山东省省情资料库. （原始内容存档于2018-08-26）.
326. ↑  肥城市地方史志编纂委员会. . 山东省省情资料库.   [2018-08-30]. （原始内容存档于2018-08-30）.
327. 1 2  肥城市人民政府. . www.feicheng.gov.cn. 2013-07-24  [2018-08-26]. （原始内容存档于2017-03-12）.
328. ↑  《肥城县志·风俗》：“居室，富者多瓦，贫者多茅庐。”
329. ↑  肥城市地方史志编纂委员会. . 山东省省情资料库.   [2018-08-28]. （原始内容存档于2018-08-28）.
330. ↑  肥城市史志编辑委员会. . 山东省省情资料库.   [2018-08-29]. （原始内容存档于2018-08-29）.
331. ↑  肥城市地方史志编纂委员会. . 山东省省情资料库.   [2018-08-30]. （原始内容存档于2018-08-30）.
332. ↑  肥城市史志编辑委员会. . 山东省省情资料库.   [2018-08-27]. （原始内容存档于2018-08-27）.
333. ↑  肥城市人民政府. . www.feicheng.gov.cn. 2013-07-24  [2018-08-26]. （原始内容存档于2017-03-09）.
334. ↑  肥城市史志编辑委员会. . 山东省省情资料库.   [2018-08-27]. （原始内容存档于2018-08-27）.
335. ↑  肥城市地方史志办公室. . 山东省省情资料库.   [2018-08-25]. （原始内容存档于2018-08-25）.
336. ↑  肥城市地方史志办公室. . 山东省省情资料库.   [2018-08-25]. （原始内容存档于2018-08-25）.
337. ↑  肥城市地方史志办公室. . 山东省省情资料库.   [2018-08-25]. （原始内容存档于2018-08-25）.
338. ↑  肥城市地方史志办公室. . 山东省省情资料库.   [2018-08-25]. （原始内容存档于2018-08-25）.
339. ↑  肥城市人民政府. . feicheng.gov.cn. 2017-07-27  [2018-08-25]. （原始内容存档于2018-08-25） （英语）.
340. ↑  . feicheng.gov.cn. 2017-09-15  [2018-09-01]. （原始内容存档于2018-09-01）.
341. ↑  肥城市地方史志办公室. . 山东省省情资料库.   [2018-08-25]. （原始内容存档于2018-08-25）.
342. 1 2  . www.feicheng.gov.cn.   [2018-08-30]. （原始内容存档于2017-12-02）.
343. 1 2  肥城市地方史志办公室. . 山东省省情资料库.   [2018-08-25]. （原始内容存档于2018-08-25）.
344. ↑  肥城市地方史志编纂委员会. . 山东省省情资料库.   [2018-08-30]. （原始内容存档于2018-08-30）.
345. ↑  肥城市地方史志编纂委员会. . 山东省省情资料库.   [2018-08-28]. （原始内容存档于2018-08-28）.
346. ↑  肥城市地方史志编纂委员会. . 山东省省情资料库.   [2018-08-28]. （原始内容存档于2018-08-28）.
347. ↑  肥城市地方史志编纂委员会. . 山东省省情资料库.   [2018-08-28]. （原始内容存档于2018-08-28）.
348. ↑  肥城市地方史志办公室. . 山东省省情资料库.   [2018-08-26]. （原始内容存档于2018-12-16）.
349. ↑  肥城市地方史志编纂委员会. . 山东省省情资料库.   [2018-08-28]. （原始内容存档于2018-08-28）.
350. ↑  肥城市地方史志编纂委员会. . 山东省省情资料库.   [2018-08-28]. （原始内容存档于2018-08-28）.
351. ↑  肥城市地方史志办公室. . 山东省省情资料库.   [2018-08-25]. （原始内容存档于2018-08-25）.
352. ↑  肥城市人民政府. . www.feicheng.gov.cn.   [2018-08-20]. （原始内容存档于2017-03-09）.
353. ↑  肥城市地方史志办公室. . 山东省省情资料库.   [2018-08-25]. （原始内容存档于2018-08-25）.
354. 1 2 3 4 5  肥城市地方史志编纂委员会. . 山东省省情资料库.   [2018-08-25]. （原始内容存档于2018-08-25）.
355. ↑  肥城市地方史志编纂委员会办公室. . 山东省省情资料库.   [2018-08-25]. （原始内容存档于2018-08-26）.
356. 1 2  肥城市地方史志编纂委员会. . 山东省省情资料库.   [2018-08-25]. （原始内容存档于2018-08-25）.
357. ↑  肥城市地方史志编纂委员会. . 山东省省情资料库.   [2018-08-25]. （原始内容存档于2018-08-25）.
358. ↑  肥城市人民政府. . 山东省省情资料库.   [2018-08-25]. （原始内容存档于2018-08-25）.
359. 1 2 3 4  肥城市人民政府. . www.feicheng.gov.cn.   [2018-08-25]. （原始内容存档于2017-12-02）.
360. ↑  肥城市人民政府. . feicheng.gov.cn. 2016-01-23  [2018-08-25]. （原始内容存档于2018-08-25） （英语）.
361. ↑  肥城市地方史志办公室. . 山东省省情资料库.   [2018-08-25]. （原始内容存档于2018-08-25）.
362. ↑  . taian.iqilu.com. 齐鲁晚报. 2016-12-27  [2018-08-25]. （原始内容存档于2018-08-25）.
363. ↑  . news.ifeng.com. 齐鲁晚报. 2016-12-27  [2018-08-25]. （原始内容存档于2018-08-25）.
364. ↑  肥城市人民政府. . feicheng.gov.cn. 中国肥城-政务公开. 2016-07-26  [2018-08-25]. （原始内容存档于2018-08-25）.
365. ↑  肥城市地方史志编纂委员会办公室. . 山东省省情资料库. （原始内容存档于2018-08-25）.
366. ↑  肥城市地方史志编纂委员会办公室. . 山东省省情资料库. （原始内容存档于2019-02-12）.
367. ↑  . www.dzwww.com. 齐鲁网泰安. 2017-06-01  [2018-08-25]. （原始内容存档于2018-08-25） （中文（中国大陆））.
368. ↑  杨翠婷. . news.lcxw.cn. 聊城日报. 2015-07-29  [2018-08-25]. （原始内容存档于2015-09-09）.
369. 1 2  肥城市人民政府《肥城年鉴》编辑部. . 山东省省情资料库.   [2018-08-22]. （原始内容存档于2018-08-22）.
370. 1 2  《山东通志·疆域·城池》：“肥城县旧为辛寨镇，旧城在县西。元至元十二年置今治所。”
371. ↑  《肥城县志·建置志·城池》：“门止二，南曰文安，北曰武定。”
372. ↑  肥城市人民政府. . www.feicheng.gov.cn.   [2018-08-24]. （原始内容存档于2017-12-02）.
373. ↑  肥城市史志编辑委员会. . 山东省省情资料库.   [2018-08-22]. （原始内容存档于2018-08-22）.
374. ↑  肥城市史志编辑委员会. . 山东省省情资料库.   [2018-08-22]. （原始内容存档于2018-08-22）.
375. 1 2 3 4  肥城市地方史志编纂委员会. . 山东省省情资料库.   [2018-08-22]. （原始内容存档于2018-08-22）.
376. 1 2  肥城市人民政府. . www.feicheng.gov.cn.   [2018-08-22]. （原始内容存档于2017-12-02）.
377. ↑  肥城市人民政府. . 山东省省情资料库.   [2018-08-22]. （原始内容存档于2018-08-22）.
378. ↑  肥城市地方史志办公室. . 山东省省情资料库.   [2018-08-22]. （原始内容存档于2018-08-22）.
379. ↑  杨飞. . taian.sdchina.com. 齐鲁网. 2015-11-27  [2018-09-02]. （原始内容存档于2018-09-02）.
380. ↑  肥城市地方史志编纂委员会办公室. . 山东省省情资料库.   [2018-08-29]. （原始内容存档于2018-08-29）.
381. ↑  肥城市地方史志编纂委员会. . 山东省省情资料库.   [2018-08-28]. （原始内容存档于2018-08-28）.
382. ↑  娄红、张举国. . taian.iqilu.com. 齐鲁网. 2015-04-08  [2018-08-03]. （原始内容存档于2018-08-05）.
383. ↑   (PDF). 2012-03  [2018-08-25]. （原始内容 (PDF)存档于2018-08-28） （日语）.
384. ↑  . www.zryx.org.cn.   [2018-08-03]. （原始内容存档于2018-05-16）.
385. ↑  . www.feicheng.gov.cn. 2013-08-28  [2018-08-29]. （原始内容存档于2014-04-20）.
386. ↑  刘长水. . fcsq.feicheng.gov.cn. 2014-07-22  [2018-08-29]. （原始内容存档于2018-08-30）.
387. ↑  孙清鼎. . news.iqilu.com. 人文齐鲁. 2018-04-29  [2018-08-29]. （原始内容存档于2018-08-30）.
388. ↑  . news.163.com. 中国广播网. 2013-05-05  [2018-08-29]. （原始内容存档于2018-08-29）.
389. ↑  . www.feicheng.gov.cn. 2013-08-28  [2018-08-29]. （原始内容存档于2018-08-29）.
390. ↑  . lib.sdsqw.cn.   [2018-08-29]. （原始内容存档于2018-08-29）.
391. ↑  . lib.sdsqw.cn.   [2018-08-29]. （原始内容存档于2018-08-29）.
392. ↑  . 肥城市人民政府. 2013-08-28  [2019-08-29].
393. ↑  《泰安年鉴》编辑部. . 山东省省情资料库.   [2018-08-31]. （原始内容存档于2018-08-31）.
394. ↑  . 肥城市人民政府网.   [2016-03-08]. （原始内容存档于2016-03-08）.

#### 机构和组织
- 肥城市人民政府网 （页面存档备份，存于）
- 肥城市人民法院

#### 地情资料
- 肥城市市情网 （页面存档备份，存于）

#### 新闻资讯
- 肥城传媒网 （页面存档备份，存于）

#### 地图及卫星照片
- 肥城市地理信息公共服务平台 （页面存档备份，存于） （需要Flash支持）
- Google国际版地图